# Bitwa o grzbiet Elsenborn
Bitwa o grzbiet Elsenborn – najdalej wysunięte na północ starcie niemieckiej ofensywy w Ardenach przeprowadzonej pod koniec II wojny światowej. Walki koncentrowały się na grzbiecie Elsenborn, wzgórzu o kształcie bumerangu, położonym na wschód od miasta Waimes w Belgii. W tym regionie grzbiet Elsenborn stanowi najbardziej wysunięte na zachód wzniesienie Ardenów, wznoszące się na wysokość ponad 600 m n.p.m.; w przeciwieństwie do wyżyn położonych dalej na północ, wschód i południe, był on intensywnie zalesiony. Na zachód od grzbietu Elsenborn, gdzie teren schodzi łagodnymi wzgórzami do miast Liège i Spa, znajdowała się sieć baz zaopatrzeniowych aliantów i dobrze rozwinięta sieć dróg. Niemcy planowali wykorzystać dwie kluczowe trasy (niem. Rohlbahn) wiodące przez ten obszar, aby przejąć Antwerpię i zawrzeć separatystyczny pokój ze Stanami Zjednoczonymi i Wielką Brytanią. Zdobycie Monschau, pobliskiej wioski Höfen i bliźniaczych wiosek Rocherath-Krinkelt na wschód od grzbietu Elsenborn były kluczem do realizacji niemieckich planów, dlatego Adolf Hitler skierował swoje najlepsze jednostki pancerne w ten obszar.
Amerykanie natomiast umieścili w sektorze jedynie niesprawdzone w walce oddziały 99 Dywizji Piechoty, które przybyły tam w połowie listopada, ponieważ sądzili, że na tym obszarze raczej nie dojdzie do bitwy z Niemcami. Jedna dywizja była bardzo rozproszona na 35-kilometrowymodcinku frontu i wszystkie jej trzy pułki znajdowały się na linii, bez żadnej rezerwy. Na początku grudnia 2 Dywizja Piechoty została wyznaczona do przechwycenia skrzyżowania o nazwie Wahlerscheid, na południowym krańcu lasu Hurtgen. Amerykanie sądzili początkowo, że Niemcy przeprowadzają tam jedynie lokalną akcję, ale w rzeczywistości spotkali się z wiodącym elementem ofensywy ardeńskiej. 2 Dywizja skonsolidowała swoje linie, wycofując się do Hünningen (wówczas wieś pod miastem Büllingen, obecnie część tego miasta), następnie w stronę Rocherath-Krinkelt, a na końcu do okopanych pozycji zajmowanych przez 99 Dywizję, wzmacniając ją na grzebiecie Elsenborn.
W zaciętej bitwie trwającej dziesięć dni linie amerykańskie i niemieckie były często dezorganizowane. Przez pierwsze trzy dni walki toczyły się w okolicach wsi Rocherath-Krinkelt. Atakując sam grzbiet Elsenborn, Niemcy zastosowali skuteczną taktykę jednoczesnego użycia różnych rodzajów  zbrojnych i kilkakrotnie penetrowali linie amerykańskie, ale ich ataki nie były dobrze skoordynowane, w dodatku komplikował je trudny teren. Aby odepchnąć Niemców z powrotem, armia amerykańska wzywała ogień pośredni na własne pozycje, a w pewnym momencie rzuciła do walki nawet urzędników wojskowych i personel sztabowy, aby wzmocnić swoje linie. Amerykanie zgromadzili znaczne siły artylerii za grzbietem Elsenborn, co umożliwiło bliski ostrzał atakujących sił nieprzyjaciela. Niemcy, chociaż mieli przewagę techniczną i liczebną, znaleźli się pod presją dobrze przygotowanych pozycji obronnych Amerykanów, nowych zapalników zbliżeniowych dla pocisków artyleryjskich oraz innowacyjnych taktyk, które obejmowały np. skoordynowane uderzenia artylerii.
Wskutek udanej obrony grzbietu Elsenborn niemiecka 6 Armia Pancerna SS nie była w stanie przejąć swoich bezpośrednich celów na Mozie. Uparty amerykański opór zmusił Kampfgruppe Peiper do wyboru alternatywnej trasy na południe od Monschau i grzbietu Elsenborn, w wyniku czego jedynie 1 Dywizja Pancerna SS „Leibstandarte SS Adolf Hitler” (LSSAH) osiągnęła znaczący przełom na froncie 6 Armii Pancernej w luce Losheim.
Podczas bitwy Amerykanie stracili około 5 000 zabitych i o wiele więcej rannych; dokładne straty niemieckie nie są znane, ale znalazły się w nich znaczne ilości sprzętu pancernego. Podczas gdy Amerykanie posiadali znaczne zapasy i wystarczającą liczbę żołnierzy, aby zastąpić swoje straty, wykrwawionych sił niemieckich nie dało się już uzupełnić.
Obszar od grzbietu Elsenborn do Monschau był jedynym sektorem amerykańskiej linii frontu zaatakowanym w czasie ofensywy w Ardenach, gdzie Niemcy nie uzyskali żadnych zdobyczy terytorialnych.

## Tło sytuacyjne

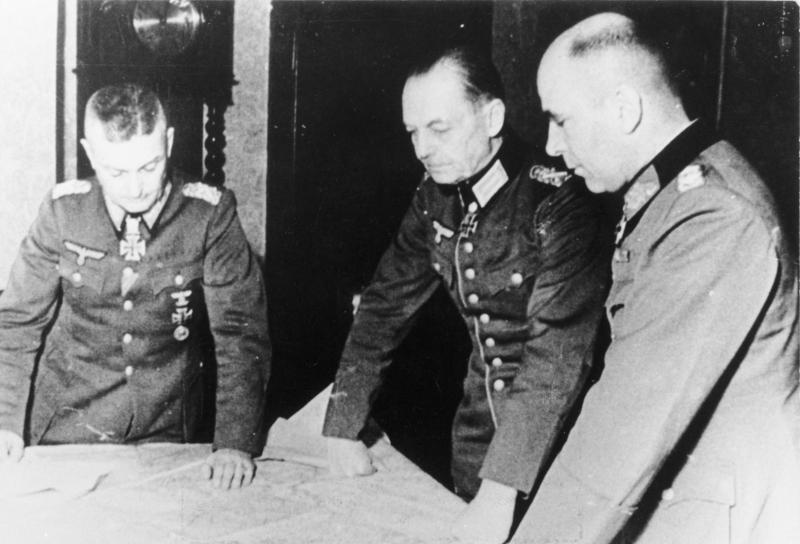
Walther Model, Gerd von Rundstedt i Hans Krebs planują ofensywę w Ardenach, listopad 1944 r.

„Gramy va banque!” – to słowa użyte przez feldmarszałka Gerda von Rundstedta, naczelnego dowódcę niemieckiego Frontu Zachodniego, do opisania celów operacji Wacht am Rhein („Straż na Renie”). Adolf Hitler po raz pierwszy oficjalnie przedstawił swój zaskakujący pomysł kontrofensywy zdumionym generałom 16 września 1944 r. Ambitnym celem ataku było przebicie słabo obsadzonych linii amerykańskiej 1 Armii pomiędzy Monschau i Wasserbillig siłami Grupy Armii B feldmarszałka Walthera Modela do końca pierwszego dnia ofensywy, przerzucenie sił pancernych przez Ardeny do końca drugiego dnia, dotarcie do Mozy pomiędzy Liège i Dinant trzeciego dnia i zajęcie Antwerpii oraz zachodniego brzegu ujścia rzeki Skaldy najpóźniej czwartego dnia. Niemcy wyznaczyli pięć tras ataku w pobliżu grzbietu Elsenborn, którego zdobycie miało zapewnić im bezpośredni dostęp do sieci dróg prowadzących do Antwerpii; zdobycie tego miasta miało podzielić armię amerykańską i brytyjską. Hitler wierzył, że taki atak spowoduje rozpętanie rywalizacji między Amerykanami a Brytyjczykami i że w rezultacie oba kraje wynegocjują z Niemcami pokój. Generałowie Hitlera próbowali go przekonać, by wyznaczył mniej ambitny cel, ale ten był nieugięty. Podobnie jak w 1914 i 1940 r. Niemcy planowali atak na zachód przez lukę Losheim w Belgii.

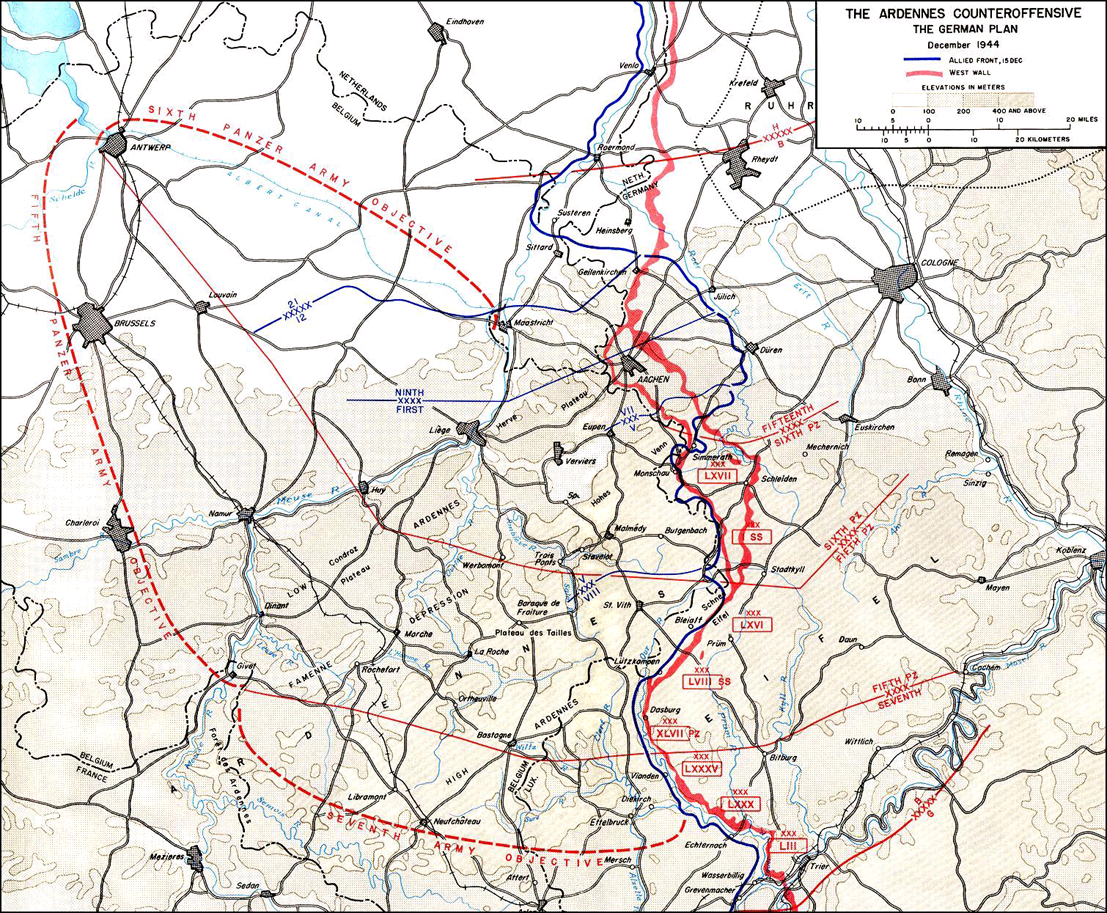
Linie rozgraniczenia niemieckich armii i cele terytorialne ofensywy w Ardenach

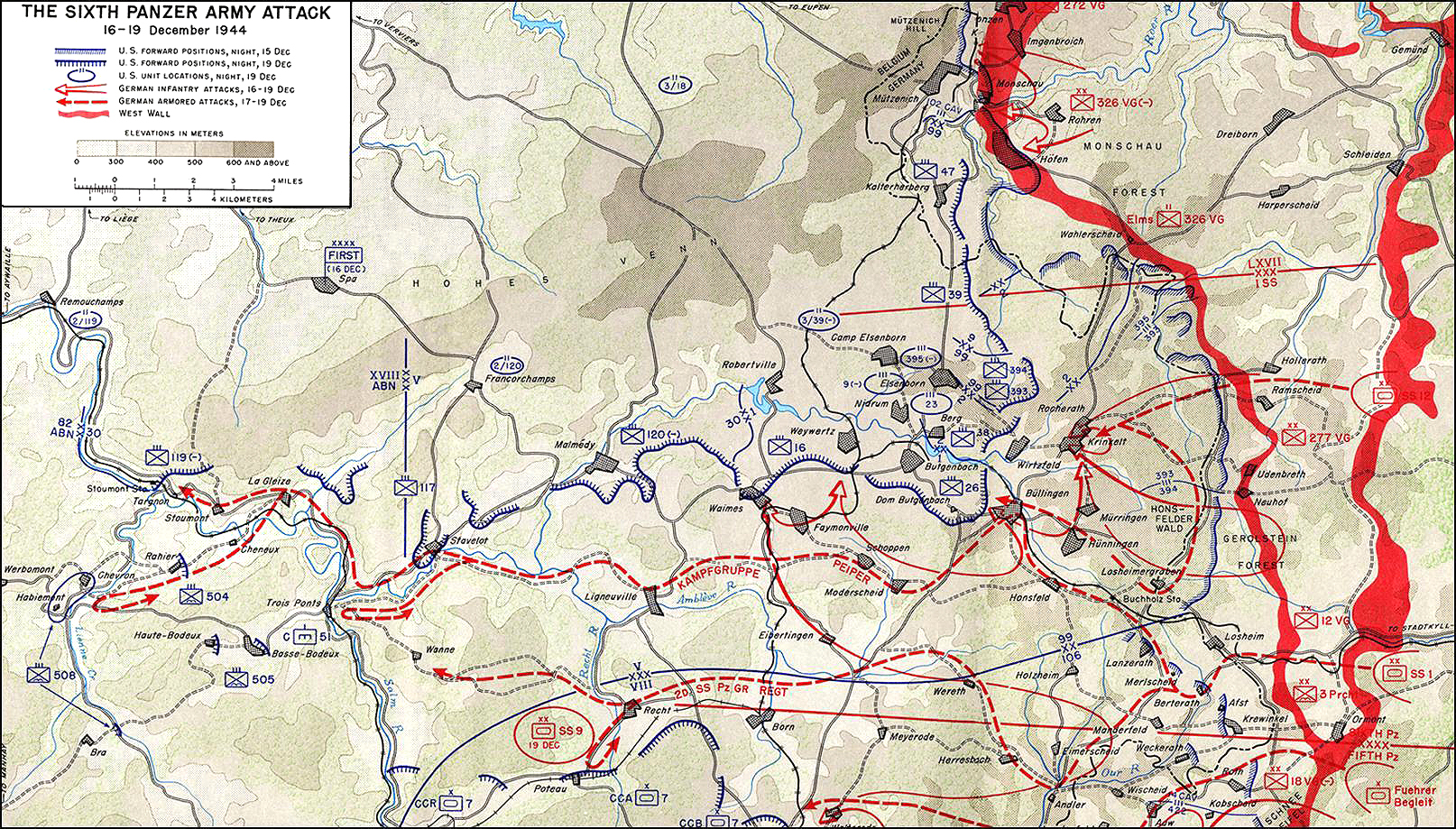
Postęp niemieckiej 6 Armii podczas ofensywy

Adolf Hitler osobiście wybrał najlepszych dostępnych żołnierzy i oficerów, którym ufał w kontrofensywie. Główną rolę odegrała 6 Armia Pancerna Seppa Dietricha, a 5 Armia Pancerna miała zaatakować ich południe, osłaniając flankę. 6 Armia Pancerna otrzymała pierwszeństwo w otrzymywaniu zaopatrzenia i sprzętu oraz została wyznaczona do uderzenia najkrótszą drogą w kierunku ostatecznego celu ofensywy, Antwerpii. 6 Armia Pancerna obejmowała elitę Waffen-SS, w sumie cztery dywizje pancerne i zmotoryzowane oraz siedem dywizji piechoty w trzech korpusach. Ponad 1000 dział i moździerzy 6 Armii Pancernej i 90 czołgów Tygrys sprawiło, że była to najsilniejsza z rozmieszczonych sił. Chociaż początkowy front sektora Dietricha miał tylko 37 km, jego atak koncentrował się na mniej niż połowie tego terenu. Powołując się na przewagę co najmniej 6:1 w punktach przełomowych, spodziewał się, że przytłoczy Amerykanów i dotrze do Mozy przed zmrokiem trzeciego dnia ofensywy. Niemieckie siły szturmowe obejmowały również wiele jednostek grenadierów ludowych. Były to nowe jednostki utworzone jesienią 1944 r. przez werbowanie młodych chłopców i starszych mężczyzn, wcześniej odrzuconych jako niezdolnych do służby, rannych żołnierzy powracających ze szpitali oraz transferów z szybko kurczącej się niemieckiej marynarki wojennej i lotnictwa. Były one zwykle organizowane wokół kadry weteranów.

Von Rundstedt wierzył, że operacja zadecyduje o wyniku wojny. Niemiecka depesza przechwycona przez amerykański 394 Pułk Piechoty 16 grudnia zawierał jego rozkazy: 

Żołnierze Frontu Zachodniego: Wasza wielka godzina wybiła. Silne armie zaatakują dziś przeciwko siłom anglo-amerykańskim. Nie muszę Wam nic więcej mówić. Wszyscy to czujecie. Stawką jest wszystko. Niesiecie na sobie święty obowiązek dania z siebie wszystkiego i poniesienia nadludzkich wysiłków dla naszej ojczyzny i naszego Führera!

### Niemieckie dyspozycje
Oddziały niemieckie utrzymujące region wokół Monschau były częścią LXVII Korpusu Armijnego pod dowództwem gen. Otto Hitzfelda. Zostały one umieszczone pod dowództwem 6 Armii Pancernej w ramach przygotowań do operacji „Wacht Am Rhein”. Sektor LXVII Korpusu Armijnego obejmował około 32 km, od punktu na południe od Vossenack, 10 km na północny wschód od Monschau, do punktu na południowy wschód od Elsenborn na południu. LXVII Korpus Armijny składał się z 326, 272 i 246 Dywizji Grenadierów Ludowych oraz 3 Dywizji Grenadierów Pancernych. 326-ta została wyznaczona do zajęcia obszaru na północ i południe od Monschau. 246 i 3 Dywizja Grenadierów Pancernych miała za zadanie przejąć Höfen i Monschau oraz pobliskie wioski, a następnie ruszyć na północny zachód, aby przejąć drogę na Eupen, co pozwoliłoby I Korpusowi Pancernemu SS na atak Trasą B.
Na południe od LXVII Korpusu Armijnego znajdował się I Korpus Pancerny SS, z 12 Dywizją Pancerną SS „Hitlerjugend”, 12 i 277 Dywizją Grenadierów Ludowych oraz 3 Dywizją Strzelców Spadochronowych. 1 Dywizja Pancerna SS została utworzona na bazie pułku osobistych ochroniarzy Adolfa Hitlera. Jej głównym celem było przełamanie linii alianckich i dotarcie do Mozy, a następnie Antwerpii. 12 Dywizja Pancerna SS składała się z młodszych oficerów, podoficerów i szeregowców rekrutowanych spośród członków Hitlerjugend; jedynie jej starsi oficerowie byli w większości weteranami frontu wschodniego. I Korpus Pancerny SS otrzymał zadanie przedostania się na drogę wschód-zachód w północnym sektorze Ardenów, o nazwie kodowej Trasa B, przez Spa. 3 Dywizja Strzelców Spadochronowych i 12 Dywizja Grenadierów Ludowych były z kolei odpowiedzialne za otwarcie Trasy D dla Kampfgruppe Peiper, głównego elementu 1 Dywizji Pancernej SS.
Zgodnie z planem Dietricha, LXVII Korpus Armijny miał zabezpieczyć północną flankę 6 Armii Pancernej. Omijając Monschau, aby zająć obszar polnych dróg, zalesionych wzgórz i wyżynnych wrzosowisk Hautes Fagnes, dywizje LXVII Korpusu zablokowałyby główne drogi prowadzące do przełomowego obszaru z północy i zachodu. Jednocześnie I Korpus Pancerny SS na południu użyłby swoich trzech dywizji piechoty, aby wybić luki w liniach amerykańskich i uderzyć skokiem na północny zachód i tam dołączyć do lewej flanki LXVII Korpusu. Dywizje piechoty utworzyłyby razem solidne ramię, za którym czołgi I i II Korpusu Pancernego SS przemieszczałyby się wzdłuż tras 6 Armii Pancernej prowadzących na zachód i północny zachód.
Aby zmaksymalizować szybkość operacji i uniknąć potencjalnych wąskich gardeł i wynikających z przeciskania się przez nie zamieszania i korków drogowych, dwie dywizje pancerne I Korpusu Pancernego SS otrzymały oddzielne trasy na zachód. 12 Dywizja Pancerna SS miała przechodzić trzema trasami (A, B i C) na północ przez Elsenborn, Bütgenbach, Malmedy, Spa i Liège. 1 Dywizja Pancerna SS otrzymała dwie trasy na południu (D i E) wiodące przez Losheim, Lieugneville, Vielsalm, Werbomont i Huy. Niemiecki plan przełamania frontu na północy obejmował Trasę A przechodzącą przez skrzyżowanie w centrum Rocherath i Trasę B omijającą południowy kraniec Krinkelt i prowadzącą dalej w kierunku Wirtzfeld. Pierwszym celem Niemców było przerwanie linii obrony niedoświadczonej 99 Dywizji Piechoty i bardziej zahartowanej w boju 2 Dywizji Piechoty. Po przebiciu się przez pozycje Amerykanów Niemcy musieli przejąć grzbiet Elsenborn, aby móc kontrolować drogi na południu i zachodzie oraz zapewnić dostawy zaopatrzenia dla atakujących sił.
Plan obejmował także operację Stößer, zrzut spadochroniarzy za amerykańskimi liniami w Hautes Fagnesna skrzyżowaniu Baraque Michel 11 km na północ od Malmedy. Jej celem było zajęcie przepraw mostowych i skrzyżowań przed głównym celem po tym, jak dwa korpusy przedrą się przez amerykańską obronę. Zrzut został zaplanowany na godz. 3:00 w dniu 17 grudnia, a przeznaczonym do desantu jednostkom nakazano utrzymać mosty i skrzyżowania przez 24 godziny, aż do przybycia 12 Dywizji Pancernej SS.
Dietrich planował rzucić do walki swój trzeci korpus, II Korpus Pancerny SS, z 2 i 9 Dywizją Pancerną SS„Hohenstaufen” w drugiej fali. Gdy I Korpus Pancerny SS przełamie amerykańskie linie, 2 Dywizja Pancerna SS wykorzysta wyłom. Spośród trzydziestu ośmiu dywizji Waffen-SS były to jednostki elitarne.

## Początkowe pozycje alianckie

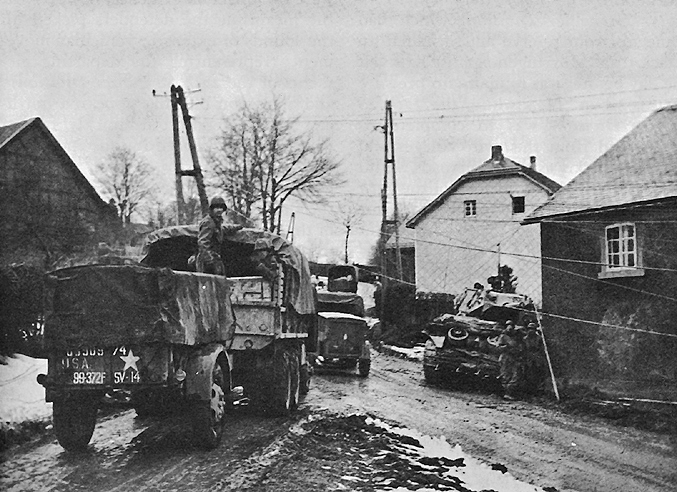
Pojazdy 99 Dywizji Piechoty jadące przez Wirtzfeld w drodze do Elsenborn

Monschau, w najbardziej wysuniętym na północ sektorze niemieckiego ataku, był zasadniczym celem ofensywy; kluczowa droga prowadziła stamtąd na północny zachód przez 27 kilometrów do Eupen, gdzie znajdowała się kwatera amerykańskiego V Korpusu. Ta sama droga ciągnęła się przez kolejne 12 kilometrów do Liège, gdzie gen. Courtney Hodges utrzymywał kwaterę główną 1 Armii. W pobliżu znajdowało się także kilka dużych magazynów zaopatrzenia w obszarze pomiędzy Namur i Liège. 16 grudnia jedyną jednostką bojową strzegącą autostrady do Eupen była 38 eskadra rozpoznania kawalerii.

Z wyjątkiem pozycji wokół Höfen, 99 Dywizja i jej trzy pułki: 393., 394. i 395., zostały umieszczone w miastach i wsiach na wschód i południe od grzbietu Elsenborn oraz w gęstym lesie iglastym wokół nich. Dywizja jeszcze nie brała udziału w walce. Na całym froncie nie było wystarczającej liczby żołnierzy do obsadzenia pozycji obronnych, a Amerykanie mogli utrzymać tylko szereg punktów umocnionych. Każdy pułk był odpowiedzialny za obronę około 11 kilometrów frontu, co odpowiada mniej więcej jednemu żołnierzowi piechoty na linii frontu co 90 metrów. W wielu miejscach wzdłuż linii istniały niezabezpieczone luki, które można było jedynie patrolować. Ponadto w rezerwie nie było zupełnie żadnych jednostek. Ppłk McClernand Butler, dowódca 395 Pułku Piechoty, napisał później: 

[Nasza obrona] była trzy-cztery razy szersza niż jest to zalecane w podręcznikach wojskowości. Nigdy nie spodziewałem się, że będziemy mieć pozycję obronną tej wielkości bez wsparcia ani pomocy naszej dywizji lub [innego] pułku. Kiedy dotarłem do Höfen, okazało się, że obszar jest zbyt duży, by go przejąć w ciągu jednego popołudnia. Zostałem więc na noc w wiosce

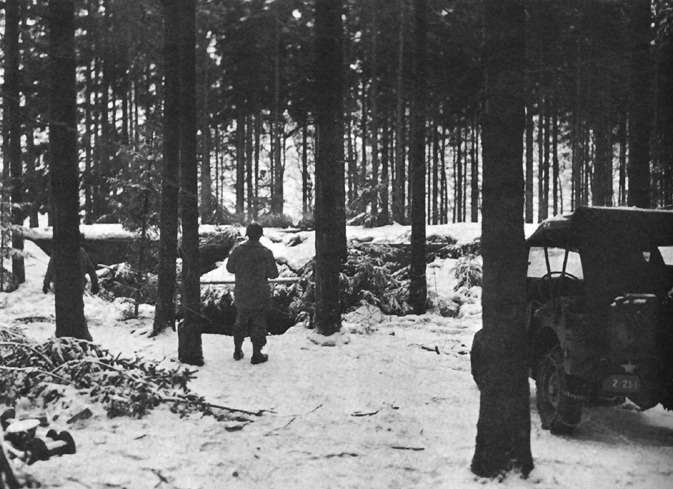
Zakamuflowany bunkier w lesie służący jako punkt dowodzenia

Mając do obsadzenia tak długi front, gen. Walter Lauer uznał za konieczne umieszczenie wszystkich trzech pułków swojej dywizji na linii frontu. 1. i 3. batalion 395 Pułku Piechoty na północy, około 600 żołnierzy piechoty na linii frontu, zajmował pozycję około 5500 m długości i nie miał żadnych jednostek w rezerwie. Piechota w Höfen zajmowała linię okopów wzdłuż 900 metrów frontu na wschód od wioski, wsparta okopanymi pozycjami wsparcia.
99 Dywizja Piechoty wykorzystała stosunkowo spokojny czas na przygotowanie rozległego systemu obronnego, w tym linii łączności, precyzyjnego pozycjonowania broni w celu zapewnienia ognia zaporowego oraz agresywnych patroli, które trzymały Niemców na dystans. Amerykanie starannie zintegrowali także wsparcie artyleryjskie; wycelowując działa na prawdopodobnych, przyszłych celach na podstawie spodziewanych podejść wroga. 393 Pułk obsadzał centrum, a 394 Pułk czuwał nad południowym odcinkiem. Do połowy grudnia żołnierze byli dobrze okopani i okablowali swoje stanowiska drutem kolczastym i rozbłyskami. Swoje okopy zakryli ściętymi gałęziami drzew. Pogoda była wyjątkowo spokojna i zimna. Między 19 grudnia 1944 r. a 31 stycznia 1945 r. średnia maksymalna temperatura na linii frontu w Europie wynosiła 0,83° C., a średnia minimalna temperatura -5,2° C.
Amerykańska linia obronna w Ardenach miała lukę na południe od Losheimergraben. Gen. Leonard Gerow, dowodzący V Korpusem, uznał ją za możliwą drogę ataku Niemców. Obszar ten, który znajdował się pomiędzy V Korpusem a VIII Korpusem gen. Troya H. Middletona na południu; był nieobsadzony, jedynie patrolowany przez jeepy.

### Bitwa o Heartbreak Crossroads

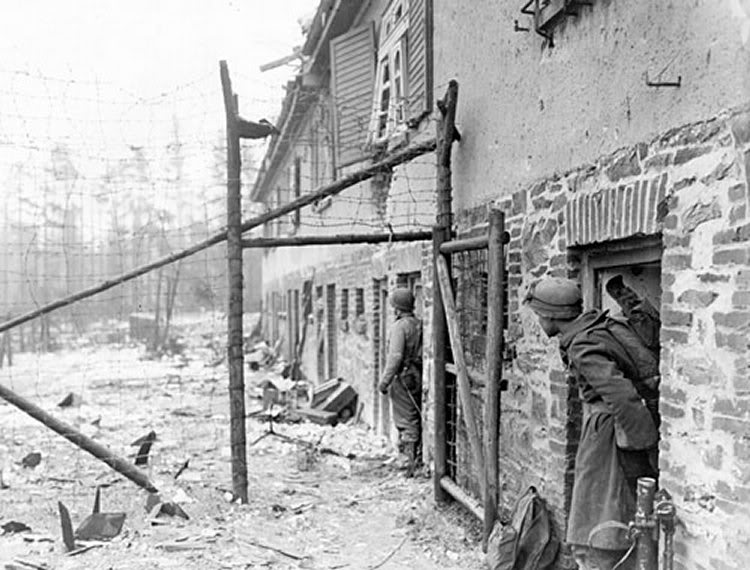
Amerykańscy żołnierze kompanii G 38 Pułku Piechoty 2 Dywizji Piechoty amerykańskiej 1 Armii chronią się w drzwiach podczas ostrzału moździerzowego rozpoczętego przez Niemców po tym, jak Amerykanie zajęli niemiecką leśną twierdzę zakamuflowaną jako dwupiętrowa rezydencja

Bitwa o Heartbreak Crossroads, część bitwy o las Hürtgen, to jedna z prób zdobycia tam na rzece Roer, która toczyła się na skrzyżowaniu w pobliżu linii Zygfryda, która biegła wzdłuż grzbietów Höfen-Alzen i Dreiborn, około 9 km na północ od Krinkelt-Rocherath. Na początku grudnia doświadczona 2 Dywizja Piechoty otrzymała zadanie zdobycia skrzyżowania. Po atakach podejmowanych przez dwa dni bez większego rezultatu, 14 grudnia dwie drużyny znalazły drogę pomiędzy dobrze rozmieszczonymi niemieckimi działami po południowej stronie drogi. Żołnierze przecięli drut kolczasty i utorowali sobie drogę przez niemieckie umocnienia. Przekroczyli linię okopów poprzetykanych bunkrami i powstrzymywali niemieckie patrole przez pięć godzin, ale gdy zapadła ciemność, wrócili za linie amerykańskie. 15 grudnia amerykański patrol przeszedł przez otworzoną poprzedniego dnia wyrwę w drucie kolczastym i przechwycił część linii okopów. Pułkownik Higgens, dowódca 2. batalionu, poprowadził wtedy dwie kompanie do okopów z bunkrami. Wczesnym rankiem 16 grudnia 9 Pułk Piechoty wyprowadził atak, przesuwając się o kolejne 1400 m przeciwko zaciętemu oporowi wroga, przechwytując skrzyżowanie i sieć dróg wokół niego. Nie mieli jednak wystarczającej ilości ładunków wybuchowych, aby zniszczyć wszystkie bunkry w okolicy.

## Niemiecki atak

### Początkowe natarcie
Rankiem w sobotę 16 grudnia śnieżyca pokryła lasy, a temperatura spadła do -12° C. Niemiecki atak rozpoczął się zmasowanym ostrzałem artyleryjskim wzdłuż szerokiego frontu o długości 160 kilometrów tuż przed 5:30. Amerykańscy dowódcy początkowo wierzyli, że niemiecki ogień był atakiem odwetowym w odpowiedzi na amerykański atak na skrzyżowaniu Wahlerscheid. Jednak po zakończeniu ostrzału zaatakowała duża ilość niemieckiej piechoty i sił pancernych.
Północnym atakiem kierował I Korpus Pancerny SS. 1 Dywizja Pancerna SS była szpicą ataku, prowadzonego przez Kampfgruppe Peiper, które składało się z 4800 ludzi i 600 pojazdów, w tym 35 Panter, 45 Panzer IV, 45 Tygrysów Królewskich, 149 transporterów opancerzonych Sd.Kfz.251, 18 dział 105 mm i 6 dział 150 mm oraz 30 sztuk broni przeciwlotniczej. Dietrich planował, by 12 Dywizja Pancerna podążyła za piechotą 12 Dywizji Grenadierów Ludowych, której zadaniem było zdobycie wiosek i miasteczek położonych bezpośrednio na zachód od autostrady międzynarodowej wzdłuż drogi Lanzerath-Losheimergraben i posunięcie się na północny zachód w kierunku Losheimergraben. Stamtąd esesmani ruszyliby na stację Bucholz, a następnie pokonali 116 km przez Honsfeld, Büllingen i grupę wiosek o nazwie Trois-Ponts, docierając do belgijskiej autostrady krajowej N-23, a wreszcie przekroczyli rzekę Mozę. Podczas bitwy I Korpus Pancerny SS ominął Elsenborn, docierając dalej na południe niż planowano.
Niemiecka 277 Dywizja Grenadierów Ludowych, której zadaniem było zdobycie Krinkelt-Rocherath, na południowy wschód od grzbietu Elsenborn, składała się w większości z niedoświadczonych i źle wyszkolonych poborowych. Rocherath na północy i Krinkelt na południu mają tę samą główną ulicę. Natarcie piechoty wspierane było przez szereg reflektorów, których światło odbijało się od chmur, zastępując księżyc i pozwalając niemieckiej piechocie znaleźć drogę w ciemnościach, lecz w niektórych miejscach atakujące wojska, same podświetlone reflektorami, stały się łatwym celem dla amerykańskich strzelców. Chmury i burze śnieżne w kolejnych dniach zapobiegły atakowi alianckich sił powietrznych na niemieckie kolumny. Amerykańskie oddziały na wysuniętych pozycjach w pobliżu autostrady międzynarodowej zostały szybko pokonane, ich żołnierze zabici lub schwytani, a w wielu miejscach nawet zignorowani i pozostawieni przez Niemców, którzy chcieli za wszelką cenę dotrzymać harmonogramu ofensywy.
Jednak podczas odwrotu jesienią 1944 roku Niemcy zniszczyli most drogowy Losheim-Losheimergraben przechodzący nad linią kolejową, który teraz usiłowali naprawić. Niemieccy inżynierowie spóźniali się z naprawą mostu 16 grudnia rano, uniemożliwiając niemieckim pojazdom skorzystanie z tej trasy. Wiadukt kolejowy, który wybrano jako alternatywną trasę, nie mógł unieść ciężaru czołgów. Peiper otrzymał nowe rozkazy kierujące go na zachód drogą z Lanzerath do stacji Bucholz. Jednak jeszcze przed dotarciem do Lanzerath Peiper stracił trzy czołgi na niemieckich minach ustawionych tam kilka miesięcy wcześniej i został spowolniony przez operacje rozminowywania dróg.

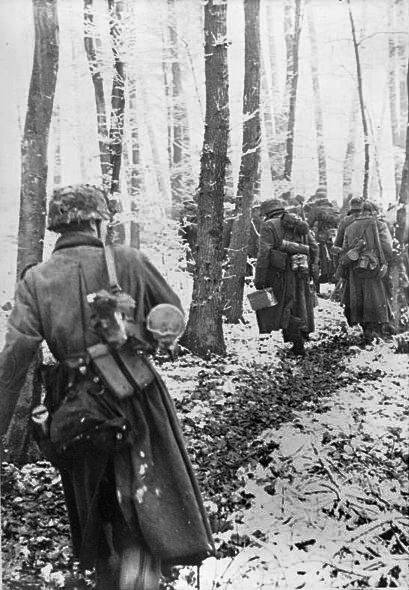
Niemiecka piechota naciera przez ardeńskie lasy

3. batalion 395 Pułku Piechoty został rozmieszczony około 8 km na północ od grzbietu Elsenborn w pobliżu miejscowości Monschau i Höfen. 16 grudnia, od 5:25 do 5:30, pozycje batalionu „w okolicach Höfen przyjęły ciężki ostrzał artyleryjski i rakietowy, pokrywający całą naszą linię frontu”. Ogień artylerii, wyrzutni rakiet i moździerzy przeciął łączność stacjonarną pomiędzy jednostkami frontowymi a kwaterą główną. Działała tylko część łączności radiowej między linią frontu a kompanią broni ciężkiej. Dwadzieścia minut po zakończeniu ostrzału niemiecka piechota z 753 Pułku Grenadierów Ludowych zaatakowała 395 Pułk Piechoty pod osłoną ciemności w pięciu punktach. Niemiecki atak koncentrował się na stanowisku dowodzenia batalionu, pomiędzy kompaniami I oraz K. Kolejne siły niemieckie próbowały przedostać się przez obszar Monschau, bezpośrednio na północ od lewej flanki batalionu. 395 Pułk został przytłoczony przewagą liczebną 5:1 i znajdował się przez pewien czas w okrążeniu.
Początkowy atak Niemców został odparty ogniem karabinów maszynowych, broni osobistej i moździerzowej oraz w sporadycznie toczonych walkach wręcz. Jednak bez łączności radiowej pomiędzy oficerem łącznikowym artylerii na linii frontu, a 196. batalionem artylerii polowej, ognia dział nie można było przenieść na niemiecki atak, dopóki komunikacja nie została przywrócona o 6:50. Wówczas artyleria ostrzelała zbliżających się Niemców, podczas gdy amerykańscy żołnierze pozostali ukryci w swoich okopach. Był to jedyny odcinek amerykańskiej linii frontu zaatakowany podczas ofensywy w Ardenach, w którym Niemcy nie posunęli się naprzód. Do 7:45 atakujący wycofali się, z wyjątkiem grupy, która przedostała się do stanowiska dowodzenia batalionu, lecz i ta została wkrótce odparta. O godz. 12:35 Niemcy ponownie rozpoczęli atak i zostali odparci przez ostrzał artyleryjski i moździerzowy. Rezultatem pierwszego dnia walk było 104 Niemców poległych „na obszarze 46 m przed naszymi liniami do 91 m za linią, i kolejnych 160 rannych, których policzono przed liniami batalionowymi”. 3. batalion stracił czterech zabitych, siedmiu rannych i czterech zaginionych. „Dowiedzieliśmy się od jeńca wojennego, niemieckiego porucznika, że zadaniem wroga było zdobycie Höfen za wszelką cenę”.
Generał Lauer, dowódca 99 Dywizji Piechoty, rozkazał pułkownikowi Robertsonowi w Wahlerscheid utrzymać swoje pozycje przynajmniej do następnego ranka, kiedy nadejdzie więcej rozkazów. Robertson kazał swoim ludziom utrzymać się, a także przygotował ich do zorganizowanego odwrotu następnego dnia rano. Wczesnym rankiem 17 grudnia generał Gerow, dowódca V Korpusu, kazał Robertsonowi skręcić na południe i wycofać się na skrzyżowania na północ od Rocherath-Krinkelt, gdzie mieli utworzyć blokadę drogową. Oddziały Robertsona były mocno zaangażowane w walkę, a odwrót okazał się nadzwyczaj skomplikowany, lecz zakończył się powodzeniem. 9 Pułk Piechoty wycofał się na skrzyżowanie Baracken na skraju lasu, około 8 km na południe od skrzyżowania w Wahlerscheid. Pozostałe jednostki ruszyły na południe przez obszar w pobliżu Rocherath-Krinkelt. Robertson przeniósł swoją kwaterę z Wirtzfeld, na południe i zachód od Rocherath-Krinkelt, do Elsenborn, na zachód od grani. Robertson poinformował także Gerowa, że zamierza utrzymać Rocherath-Krinkelt, dopóki żołnierze na wschód od wsi nie wycofają się przezeń do linii grzbietu, która stanie się następną linią obrony. Ta linia miała na celu ochronę kluczowego wzniesienia na grzbiecie Elsenborn przed niemieckim natarciem. Obszar wokół grzbietu Elsenborn stał się miejscem gromadzenia grup amerykańskich maruderów, których jednostki zostały rozbite i rozproszone na początku nieprzyjacielskiej ofensywy. Przy tak dużej liczbie żołnierzy z różnych jednostek, zorganizowanie spójnej obrony było ogromnym wyzwaniem, ale w tych okolicznościach powiodło się zaskakująco szybko. Informacje wywiadowcze na temat ataku, który spadł na Amerykanów, były niepełne i sprzeczne.
Na wschód od Rocherath i Krinkelt Niemcy dokonali głębokiej penetracji. Rocherath-Krinkelt musiało zostać utrzymane, aby 2 Dywizja Piechoty z jej ciężką bronią i pojazdami mogła dotrzeć do pozycji wokół Elsenborn. 99 Dywizja już umieściła ostatnią swoją rezerwę na linii. 2 Dywizja Piechoty wraz z dołączonym 395 Pułkiem broniła zagrożonego sektora korytarza na południe.

### Zrzut niemieckich spadochroniarzy

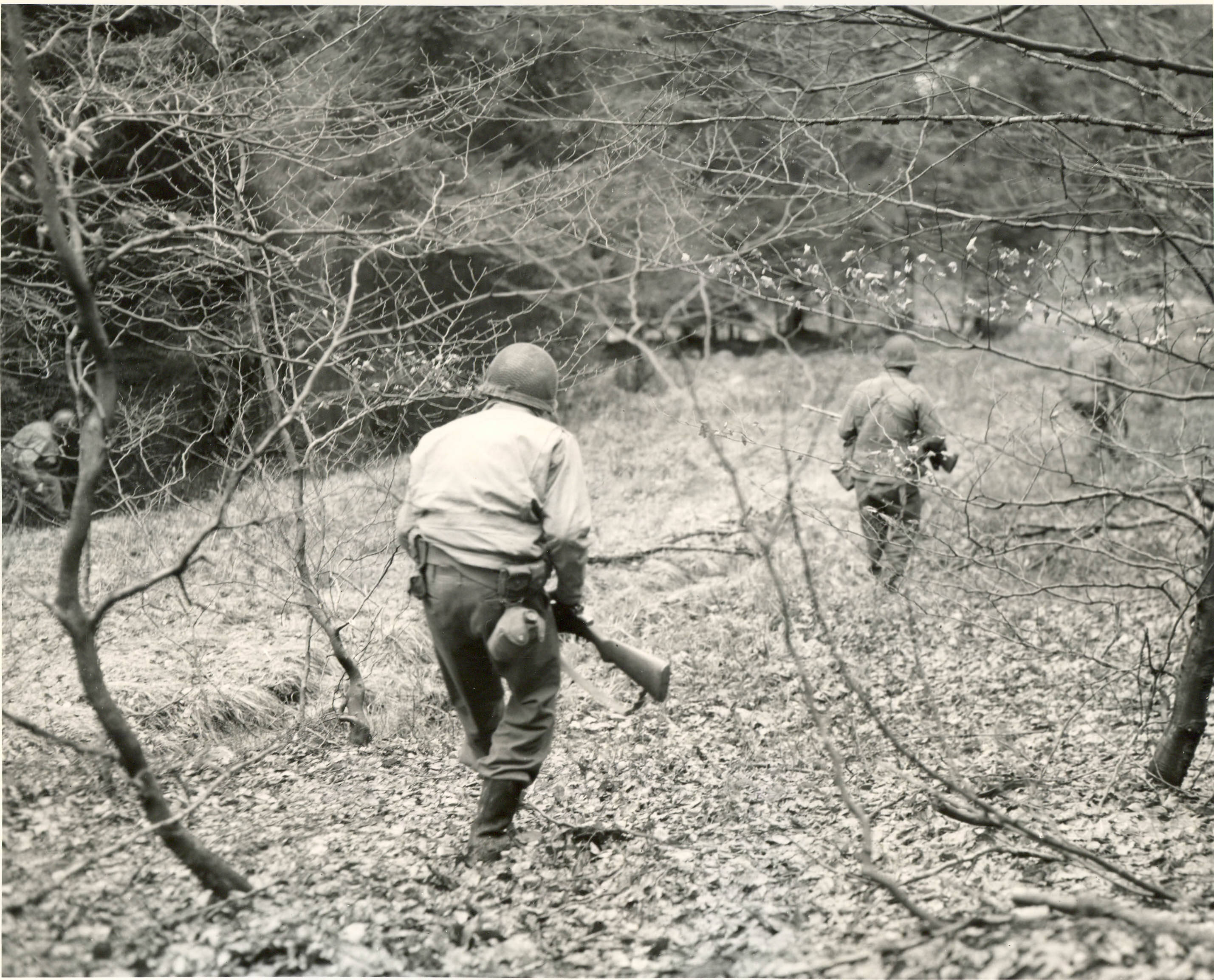
Patrol kompanii F 3. batalionu 18 Pułku Piechoty 1 Dywizji Piechoty przeszukuje lasy pomiędzy Eupen a Bütgenbach w Belgii w poszukiwaniu niemieckich spadochroniarzy, którzy zostali zrzuceni na tym obszarze

Niemiecka operacja Stößer polegała na zrzuceniu spadochroniarzy na tyły wojsk amerykańskich w rejonie Hautes Fagnes, 11 kilometrów na północ od Malmédy, i zajęciu kluczowego skrzyżowania Baraque Michel prowadzącego do Antwerpii. Operacja dowodzona przez płk. Friedricha Augusta Freiherra von der Heydte okazała się całkowitą porażką. Aby ukryć plany przed aliantami i zachować tajemnicę, von der Heydte nie mógł użyć własnych, doświadczonych żołnierzy. Większość zastępczych spadochroniarzy otrzymała tylko niewielkie przeszkolenie. Luftwaffe udało się zebrać 112 samolotów transportowych Junkers Ju 52, ale piloci także byli niedoświadczeni. Wystartowali w nocy 16–17 grudnia w warunkach silnego wiatru, śniegu i ograniczonej widoczności z około 1300 Fallschirmjäger.
Był to jedyny nocny zrzut niemieckich spadochroniarzy podczas II wojny światowej. Piloci zrzucili niektórych żołnierzy za niemiecką linią frontu, innych pod Bonn, a tylko kilkuset za liniami amerykańskimi, w często losowych miejscach. Niektóre samoloty wylądowały z żołnierzami na pokładzie. Tylko niewielka część sił wylądowała w pobliżu zamierzonej strefy zrzutu. Zrzuty były dezorganizowane przez silny wiatr, który zniósł wielu spadochroniarzy poza wyznaczony obszar. Ponieważ wielu niemieckich skoczków było niedoświadczonych, niektórzy odnieśli rany i złamania podczas dotknięcia ziemi, a inni zginęli w miejscu lądowania. Ciała niektórych z nich znaleziono dopiero następnej wiosny, kiedy stopniał śnieg.
Duże rozproszenie zrzutu doprowadziło do znacznego zamieszania wśród Amerykanów, ponieważ Fallschirmjäger zauważono w całych Ardenach, a alianci wierzyli, że miał miejsce zrzut wielkości dywizji. Amerykanie przydzielili wielu ludzi do zabezpieczenia tyłów, zamiast stawić czoła głównemu niemieckiemu uderzeniu na froncie. Do południa 17 grudnia oddział von der Heydtego zebrał w sumie około 300 Fallschirmjäger. Była to zbyt mała siła, aby mogła sama wykonać jakikolwiek cel.

### 17 grudnia
Główne natarcie przeciwko grzbietowi Elsenborn rozpoczęło się w lasach na wschód od Rocherath-Krinkelt wczesnym rankiem 17 grudnia. Atak ten przeprowadziły jednostki czołgów i grenadierów pancernych 12 Dywizji Pancernej SS. 989 Pułk Piechoty 277 Dywizji Grenadierów Ludowych, po ciężkiej i kosztownej walce w lesie, pokonał przednie amerykańskie pozycje broniące szlaków prowadzących do wiosek, biorąc dużą liczbę jeńców i pozostawiając wiele małych jednostek amerykańskich w izolacji. Do godziny 11:00 atak ten wyparł jednostki 99 Dywizji Piechoty z powrotem do obszaru Rocherath-Krinkelt. Do tych jednostek przyłączyły się siły 2 Dywizji Piechoty, przenoszące się tam z wiosek na północy. Tam jednak niemiecki atak błyskawicznie utknął pod ciężkim ostrzałem z broni strzeleckiej i karabinów maszynowych prowadzonym z przygotowanych pozycji 99 Dywizji Piechoty na ich flankach. Niemiecka piechota próbowała przedrzeć się przez gęsty las i ciężkie zarośla na swojej drodze. Amerykańska ostrzeliwała nadciągających Niemców, podczas gdy żołnierze amerykańskiej piechoty pozostawali w krytych okopach. Wojska wokół wiosek były wspierane przez czołgi z 741. batalionu pancernego, kompanię 644. batalionu niszczycieli czołgów wyposażonych w niszczyciele czołgów M10 Wolverine, kompanię 612. batalionu niszczycieli czołgów oraz kilka holowanych 3-calowych dział z 801. batalionu niszczycieli czołgów. Odegrali oni zasadniczą rolę w powstrzymaniu niemieckiego natarcia w czasie walk w Rocherath-Krinkelt i wokół niego.

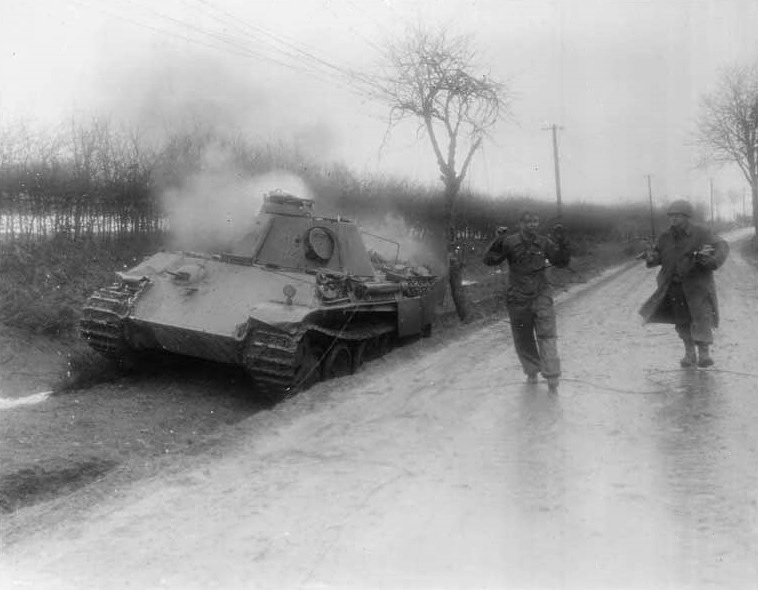
Sierż. Bernard Cook pilnuje niemieckiego jeńca przechodzącego obok płonącego czołgu Pantera w Krinkelt 17 grudnia 1944 r.

Na północny wschód od 99 Dywizji 1 Dywizja Piechoty odpoczywała w pobliżu Liège po niemal ciągłych walkach, w jakich uczestniczyła od czasu lądowania w Normandii 6 czerwca. Kiedy rozpoczęła się niemiecka ofensywa w Ardenach, 1 Dywizja pospiesznie przeniosła się na niestrzeżony południowy kraniec linii 99 Dywizji w pobliżu Bütgenbach. Oddziały z 1 i 9 Dywizji przesunęły się na pozycje, aby wzmocnić grzbiet Elsenborn i skompletować obronę. 9 Dywizja zajmowała pozycje w północnej części grzbietu, w pobliżu Kalterherberga.
Z powodu niemożności przekroczenia mostu kolejowego, który niemieccy inżynierowie naprawiali bardzo powoli, oraz zaangażowania plutonu zwiadu i rozpoznania 394 Pułku Piechoty w walki na grzbiecie Lanzerath, elementy 1 Dywizji Pancernej SS nie dotarły na pozycje 99 Dywizji Piechoty do popołudnia 17 grudnia. Po odkryciu blokady na Trasie C, 1 Dywizja Pancerna SS początkowo przeniosła się na południe w kierunku Trasy D. Niemcy zmienili zdanie o możliwości poprowadzenia obu jednostek przez południowe trasy, a 18 grudnia 12 Dywizja Pancerna SS otrzymała zadanie otwarcia drogi do Trasy C. Po południu dokonali rozpoznania, które się nie udało. Wczesnym rankiem 17 grudnia Kampfgruppe Peiper szybko zdobyło Honsfeld, a wkrótce potem Büllingen. Jednostka Peipera zatrzymała 190 000 litrów paliwa dla swoich pojazdów; zużycie benzyny przez Tygrysa Królewskiego sięgało około 470 l/100 km. Niemcy zatrzymali się, aby uzupełnić paliwo, zanim ruszyli dalej na zachód. Przydzielono im Trasę B, która powiodłaby ich przez Spa. O 9:30 17 grudnia Peiper wysłał część Kampfgruppe na północ w celu rozpoznania, ale tam Niemcy napotkali silny opór stawiany przez niszczyciele czołgów 644. batalionu niszczycieli czołgów i stracili dwa Panzer IV. Dwa dni od rozpoczęcia ofensywy grzbiet Elsenborn oraz dwie z trzech tras, które Niemcy zamierzali wykorzystać, pozostawały w amerykańskich rękach.

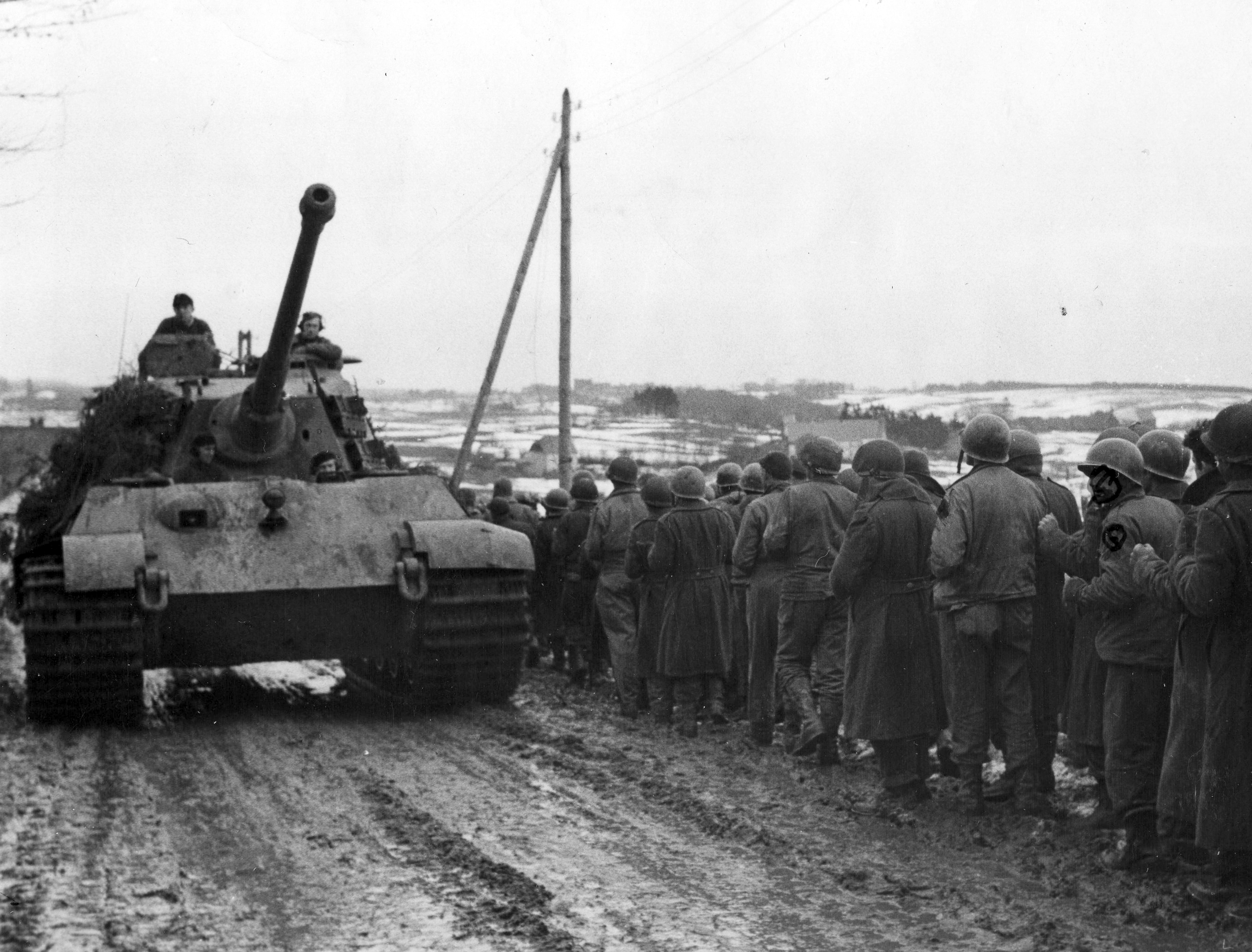
Tygrys Królewski z 501. batalionu pancernego SS przesuwa się na zachód, mijając kolumnę amerykańskich jeńców z 99 Dywizji Piechoty schwytanych w Honsfeld i Lanzerath

Wierząc, że droga na północ do Trasy B została zablokowana i wiedząc, że 12 Dywizja Pancerna SS była daleko za nimi, a także nie mogąc wyprzeć Amerykanów z grzbietu Elsenborn, Peiper i 1 Dywizja Pancerna SS zostali zmuszeni do wyboru trudniejszej Trasy D na południu. Droga była wąska, w wielu miejscach jednośladowa, czasami nieutwardzona. Kiedy Peiper przejrzał swoją nowo wyznaczoną alternatywną trasę na mapie, wykrzyknął, że droga „nie nadaje się dla czołgów, ale dla rowerów!”. Trasa ta zmusiła pojazdy do wzajemnego przemieszania się, tworząc kolumnę piechoty i pojazdów pancernych o długości do 25 kilometrów i uniemożliwiając obu formacjom skoncentrowanie sił .

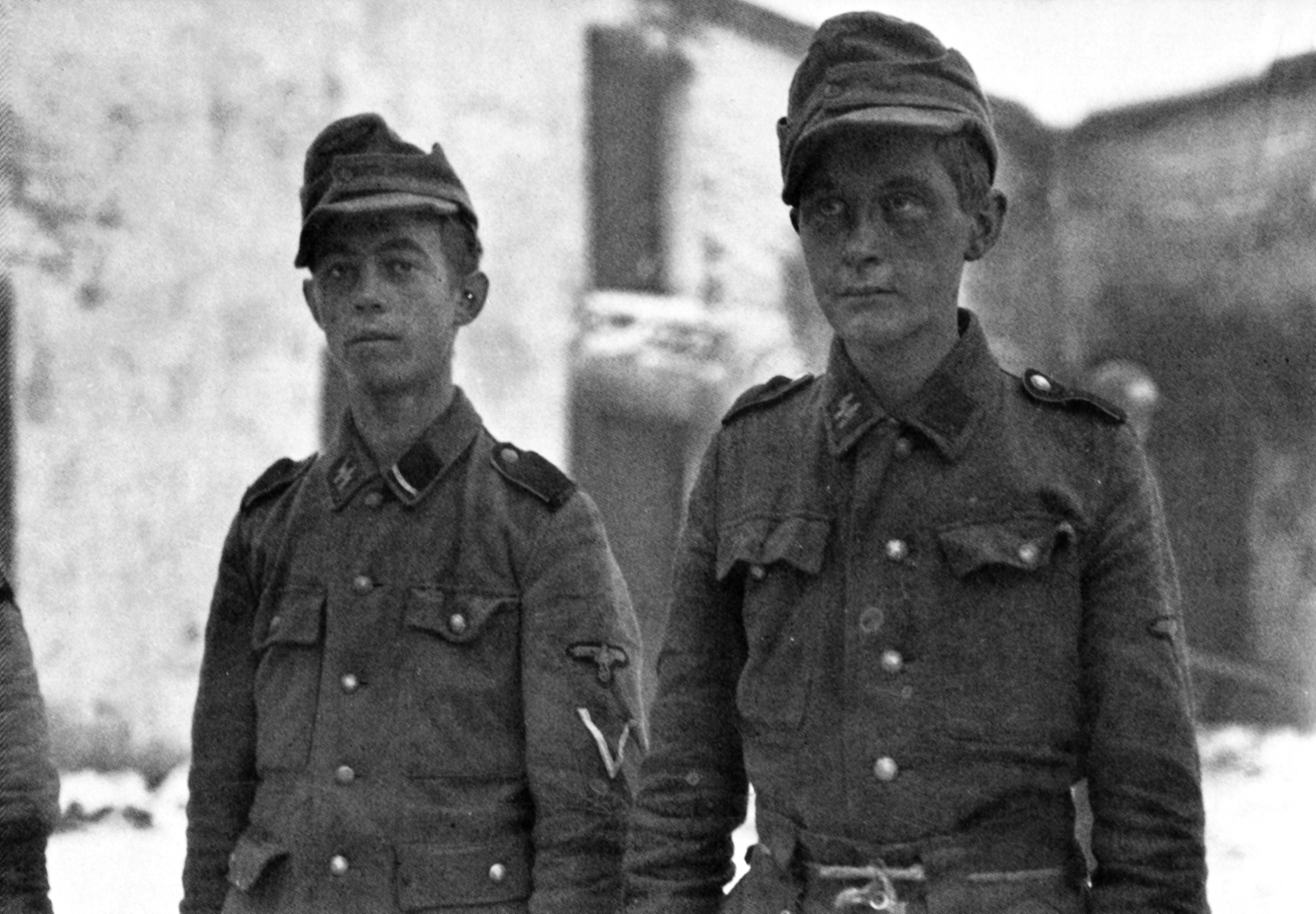
Schwytani żołnierze z 12 Dywizji Pancernej SS „Hitlerjugend”

Rozkazy feldmarszałków Walthera Modela i Gerda von Rundstedta, o tym, że grzbiet Elsenborn ma zostać zdobyty, skonfrontowane z postępami 6 Armii Pancernej, zostały wysłane w dół łańcucha dowodzenia do kwatery głównej 12 Dywizji Pancernej SS, z najwyższą pilnością. Gen. Hermann Priess, dowódca I Korpusu Pancernego SS, rozkazał Obersturmbannführerowi Hugo Kraasowi, dowódcy 12 Dywizji Pancernej SS, przejąć dowództwo nad wszystkimi siłami stojącymi przy grzbiecie Elsenborn i zdobyć go. Doświadczeni w boju amerykańscy czołgiści oparli się powtarzającym się atakom elementów pancernych 6 Armii Pancernej w dniach 16–19 grudnia. Walcząc z lepszymi niemieckimi czołgami Pantera i Tygrys, wspieranymi przez piechotę, batalion wykorzystał niewielki rozmiar i mobilność własnych maszyn na swoją korzyść, ich Shermany izolowały i atakowały niemieckie czołgi dwójkami i trójkami, dopóki nie zniszczyły lub unieruchomiły ich strzałami z flanki lub w tylny pancerz.

### 18 grudnia
Amerykański odwrót został przyspieszony przez coraz większy niedobór amunicji. Na szczęście dla obrońców, przybyły na miejsce trzy niszczyciele czołgów z 644. batalionu niszczycieli czołgów z dużą ilością zaopatrzenia, w tym bazook i min przeciwpancernych. Te wzmocnienia zostały dobrze wykorzystane, gdy 12 Dywizja Pancerna SS rozpoczęła potężny atak czołgów i piechoty na Rocherath-Krinkelt. Siły amerykańskie odpowiedziały potężnym ostrzałem artyleryjskim wspartym ogniem moździerzowym, rakietami z bazook i wybuchami min przeciwpancernych, które odepchnęły niemiecki atak około północy 18 grudnia.

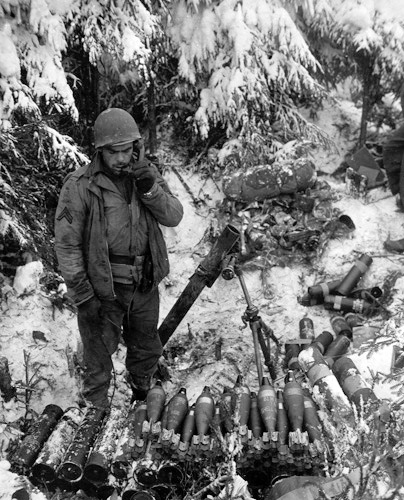
Żołnierz amerykańskiej 1 Armii obsługujący moździerz M1 81 mm nasłuchuje kierunku ognia na telefonie polowym podczas walk w Ardenach

18 grudnia niemiecka piechota i siły pancerne wznowiły atak na Rocherath-Krinkelt. Wspierał je 560. ciężki batalion przeciwpancerny wyposażony w najnowocześniejszy niszczyciel czołgów Jagdpanther. Jagdpanther był uzbrojony w armatę 88 mm, a niemieckie dowództwo spodziewało się, że będzie to decydujący moment bitwy. Starcie rozpoczęło się, gdy obie strony celowały w obszar wioski powtarzającymi się uderzeniami artylerii, a niemieckie pojazdy opancerzone zbliżały się do Rocherath-Krinkelt. Bitwa trwała przez cały dzień i noc, a czołgi i działa szturmowe SS uderzały w wioski od wschodu, wspierane przez ostrzał rakietowy z wyrzutni Nebelwerfer. Siły te napotkały z kolei ciężkie pociski artyleryjskie z zapalnikami zbliżeniowymi i około 20 czołgów Sherman należących do 741. batalionu pancernego oraz kilka niszczycieli czołgów M10. Wąskie uliczki miasta utrudniały skuteczne manewrowanie. Pociski bazook wystrzelone z dachów i pociski artyleryjskie wybuchające w powietrzu za sprawą zapalników zbliżeniowych spowodowały śmiercionośny deszcz żelaza, który spadł na głowy niemieckich piechocińców i pancerniaków. Czołgi Sherman, ukrywające się w alejkach i za budynkami, szybko obezwładniły sześć niemieckich maszyn; osiem kolejnych zostało zniszczonych przez działa przeciwpancerne 57 mm, rakiety przeciwpancerne, bazooki i miny. Żadna ze stron nie była skłonna brać jeńców, a straty po obu stronach były wysokie.

#### Luka graniczna korpusu
Mała wioska Lanzerath znajdowała się na skrzyżowaniu na południowy wschód od Krinkelt-Rocherath. Była obsadzona przez jeden pluton rozpoznawczy 394 Pułku Piechoty, który został okopany na grzbiecie w pobliżu wsi, liczącej zaledwie około 15 domów. Początkowo obrońcy byli wspierani przez Task Force X, składające się z 2. plutonu kompanii A 820. batalionu niszczycieli czołgów; oraz 22 żołnierzy z 2. plutonu rozpoznawczego 820. batalionu, dowodzonego przez por. Johna Arculeera, którzy przybyli tam na transporterze opancerzonym M3 i dwóch jeepach. Wkrótce po zakończeniu niemieckiego ostrzału, wczesnym rankiem Task Force X wycofała się bez oddania jednego strzału i skierowała na południe. To pozostawiło samotnych 18 ludzi z plutonu rozpoznawczego wraz z czterema obserwatorami artylerii, aby wypełnić lukę.
Amerykańskie wojska ustawiono na niewielkim grzbiecie górującym nad wsią. Podczas trwającej 20 godzin bitwy 18-osobowy pluton pod dowództwem 20-letniego por. Lyle Boucka Jr. zadał wrogowi straty w wysokości 93 ludzi. Amerykański oddział poważnie zakłócił harmonogram ataku całej niemieckiej 6 Armii Pancernej wzdłuż północnej krawędzi ofensywy. Cały pluton został pojmany przez Niemców, a dopiero wiele lat później jego żołnierzy wymieniono w Presidential Unit Citation. Każdy członek plutonu został odznaczony jakimś odznaczeniem wojskowym, co czyni go najbardziej udekorowanym plutonem armii amerykańskiej z czasów II wojny światowej.

### 19 grudnia
O świcie 19 grudnia, trzeciego dnia ofensywy, Niemcy postanowili przesunąć główną oś ataku na południe od grzbietu Elsenborn. Nowy atak pancerny, prowadzony przez 12 Dywizję Pancerną SS i wspierany przez 12 Dywizję Grenadierów Ludowych, został przeprowadzony na odcinku Domäne Bütgenbach, na południowy wschód od Bütgenbach, w celu odsłonięcia prawej flanki Amerykanów. 3 Dywizja Grenadierów Pancernych, wspierana przez elementy 12 i 277 Dywizji Grenadierów Ludowych po swojej lewej i prawej stronie, wykonała frontalny atak na grzbiet Elsenborn, mając na celu zdobycie wzniesienia zwanego Roderhohe. Miękka nawierzchnia przed grzbietem była praktycznie nieprzejezdna, a jedyne działo pancerne Sturmgeschütz IV utknęło po drugiej stronie, zaś 3 Dywizja Grenadierów Pancernych straciła 15 czołgów od ognia amerykańskiej artylerii.
W dniu 19 grudnia około 100 Niemców zajęło cztery budynki w wiosce Höfen, otwierając klin na amerykańskich liniach szeroki na 91 m i głęboki na 370 m. Po tym, jak amerykańskie karabiny maszynowe i moździerze nie mogły ich wyprzeć, 612. batalion niszczycieli czołgów przeniósł ogień dział przeciwpancernych 57 mm bezpośrednio na nich. Kolejne ataki z użyciem pocisków zawierających biały fosfor ostatecznie doprowadziły do poddania się 25 Niemców, a 75 znaleziono martwych w budynkach. Niemiecki atak na amerykańską lewą flankę został odparty przez artylerię i ostrzał karabinowy. Pomimo odpierania niezwykle zaciekłego ataku, amerykański batalion nie rzucił do walki swoich rezerw, które w każdym razie składały się tylko z jednego plutonu ok. czterdziestu ludzi.

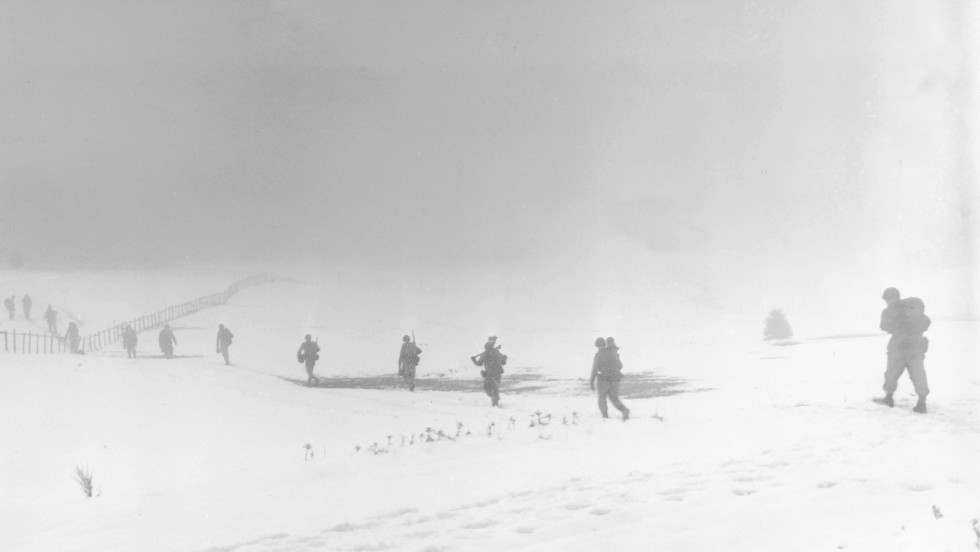
Żołnierze przechodzą przez otwarte pole w pobliżu Krinkelt

Amerykanie porzucili gruzy Rocherath-Krinkelt, a gen. Robertson nakazał pozostałym z 2 Dywizji wycofać się na pozycje obronne wykopane na otwartym terenie wzdłuż grzbietu. Tym razem oddziały z pozostałych elementów 99 Dywizji Piechoty wykorzystały czas do wycofania się na grzbiet Elsenborn i umocnienia na nim pozycji. Okazało się, że wybić dziury w zamarzniętym gruncie może tylko dynamit. Elementy 741. batalionu pancernego sformowały ariergardę, aby umożliwić uporządkowane wycofanie się z Rocherath-Krinkelt na pozycje za Wirtzfeld na zachodzie i północnym zachodzie. Po południu czołgiści zgłosili zniszczenie dwudziestu siedmiu czołgów, dwóch Jagdpanzer IV, dwóch samochodów pancernych i dwóch pojazdów półgąsienicowych, tracąc jednocześnie osiem własnych czołgów. Na poziomie batalionu jednostki zgłosiły zniszczenie szesnastu czołgów; pułki dział 57 mm unieszkodliwiły dziewiętnaście; a zespoły bazook twierdziły, że zniszczyły jeszcze siedemnaście. Choć liczby były niewątpliwie przesadzone, wskazują na zaciekłość walk. Niektóre niemieckie kompanie pancerne zostały uznane za pozbawione zdolności bojowej i nie odegrały znaczącej roli w późniejszych walkach.
O 17:30 tego wieczora pozostałe oddziały 393 i 394 Pułku Piechoty wycofały się ze swoich pozycji wokół skrzyżowania Baracken, na północ od Krinkelt-Rocherath i odeszły podmokłym szlakiem około 4 kilometrów w kierunku grzbietu Elsenborn. Linie amerykańskie upadły po obu stronach. „Wystajemy tam jak palec”, powiedział Butler. Coraz bardziej izolowany oddział cierpiał na brak amunicji. Pomysłowy dowódca plutonu znalazł opuszczony niemiecki zasobnik z amunicja i nakazał żołnierzom przezbroić się na broń przeciwnika. Butler twierdził później, że „zatrzymaliśmy ogon tego natarcia bronią i amunicją zdjętą z martwych Niemców”.
Do czasu zakończenia walki o wioski pięciu amerykańskich żołnierzy zdobyło Medal Honoru: sierż. Lopez, sierż. Richard Cowan, szer. Truman Kimbro, sierż. Vernon McGarity i sierż. William Soderman. Kolejny Medal Honoru został pośmiertnie przyznany Henry’emu F. Warnerowi z 26 Pułku Piechoty 1 Dywizji Piechoty.

### 20–22 grudnia
20 grudnia, wzmocnieni posiłkami z 12 Dywizji Grenadierów Pancernych, Niemcy zaatakowali z południa i wschodu. Ten atak również się nie powiódł. 21 grudnia Niemcy próbowali ominąć Dom Bütgenbach na południowym zachodzie. Kilka niemieckich jednostek pancernych przedostało się do Bütgenbach, ale amerykański 2. batalion, wspomagany przez niektóre posiłki, zatrzymał je ponownie.

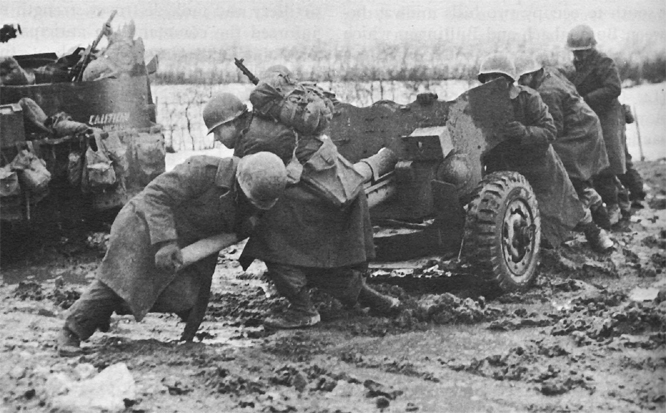
Oddziały 26 Pułku Piechoty ustawiają działo przeciwpancerne w pobliżu Bütgenbach

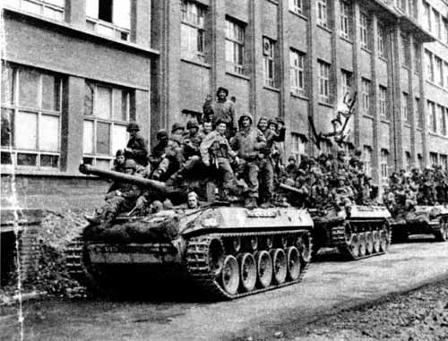
Kompania pancerna A 612. batalionu niszczycieli czołgów przenosi na pancerzach żołnierzy 9 Pułku Piechoty 2 Dywizji Piechoty

W celu wzmocnienia dowodzenia i kontroli nad północnym ramieniem frontu, gen. Dwight Eisenhower przyznał 20 grudnia feldmarszałkowi Bernardowi Law Montgomery'emu, dowódcy 21 Grupy Armii, dowództwa nad wszystkimi żołnierzami na północ od strefy niemieckiej ofensywy w Ardenach. Stało się tak częściowo dlatego, że Montgomery kontrolował nieprzydzieloną rezerwę, brytyjski XXX Korpus. Nie miało to jednak większego znaczenia dla żołnierzy amerykańskich broniących grzbietu Elsenborn. Tego samego dnia 6 Armia Pancerna podjęła kilka prób przełamania linii amerykańskich. Rzuciła do walki artylerię, czołgi, piechotę i działa samobieżne, wspierane przez batalion Jagdpantherów oraz resztki kompanii Panzer IV i Jagdpanzer IV. Niemcy bezskutecznie zaatakowali o 9:00, 11:00 i 17:30. Spotkał ich deszcz pocisków amerykańskiej artylerii i ostrzał przeciwpancerny jednostek amerykańskiej 1 Dywizji Piechoty, wspierany silnym wsparciem artylerii. Wszystkie ataki zostały odparte z dużymi stratami.
21 grudnia 12 Dywizja SS dokonała jeszcze cięższego ataku, ale 613. batalion niszczycieli czołgów, wyposażony w nowy niszczyciel czołgów M36 Jackson, zatrzymał atak. 22 grudnia Niemcy po raz ostatni zaatakowali na grzbiecie Elsenborn, ponownie nie przechodząc przez ciężki ostrzał z amerykańskich haubic M1, które wystrzeliły 22 000 pocisków. 26 Pułk Piechoty i kompania czołgów Sherman z 745. batalionu pancernego odegrały kluczowe role w tej walce. Na szczęście dla Amerykanów 23 grudnia zimny wiatr z północnego wschodu przyniósł czyste niebo i zamroził ziemię, umożliwiając swobodny ruch pojazdów gąsienicowych oraz powrót skutecznego wsparcia powietrznego. Amerykanie wiwatowali po powrocie dobrej pogody i zobaczeniu na niebie własnych samolotów. Ataki powietrzne odegrały znaczącą rolę w ostatecznym pokonaniu niemieckiego ataku.
Von Rundstedt poświęcił większość dwóch swoich najlepszych dywizji na froncie zachodnim podczas wielokrotnych prób przejęcia grzbietu Elsenborn i Monschau. Nie mogąc dostać się do dróg Monschau-Eupen i Malmedy-Verviers, nie był w stanie zaangażować II Korpusu Pancernego SS, który wciąż czekał w rezerwie na wschodniej flance I Korpusu. Nadzieje von Rundstedta na dotarcie do Liège przez Verviers zostały powstrzymane przez uparty amerykański opór na grzbiecie Elsenborn.

### Koniec bitwy

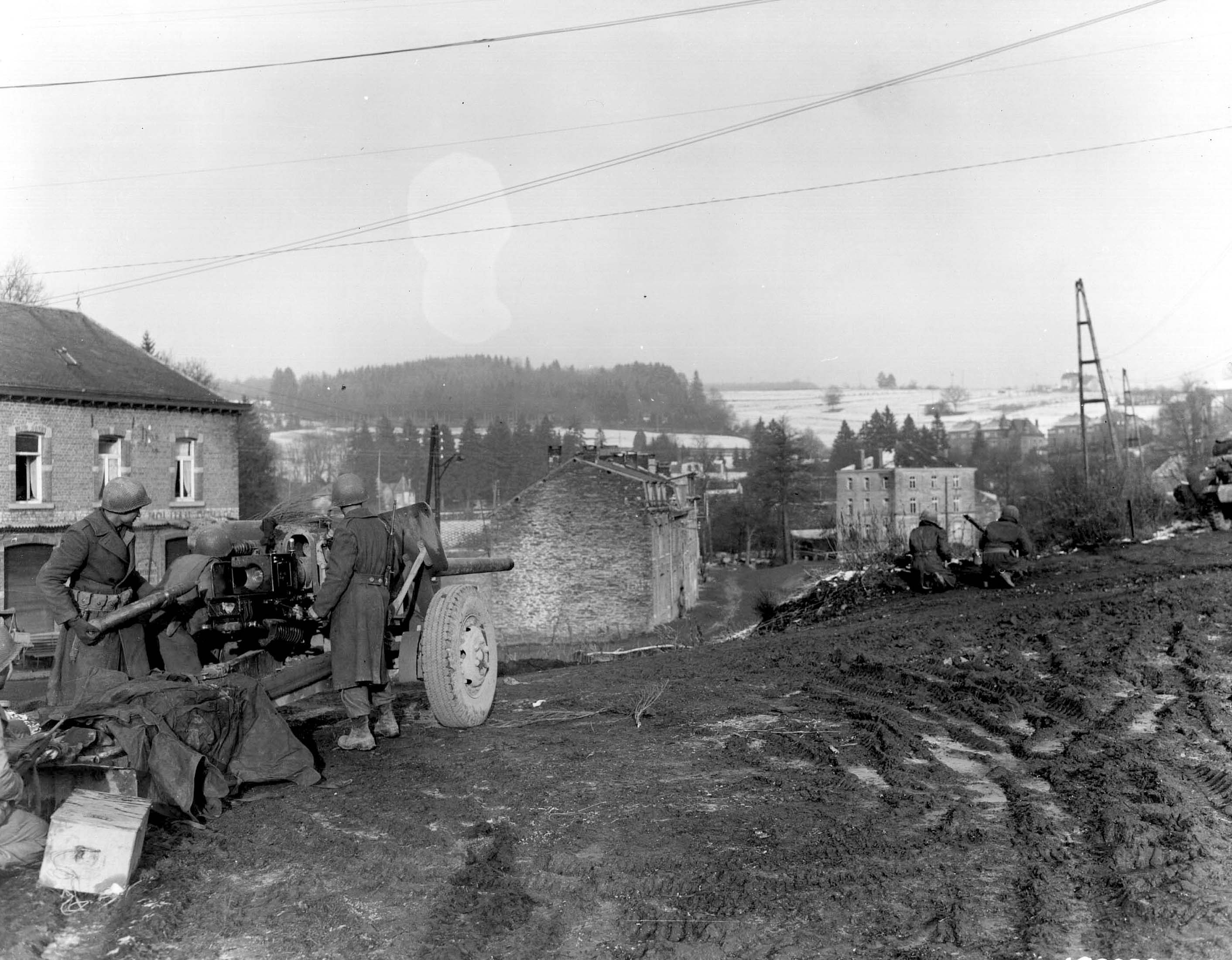
Holowanie 3-calowej haubicy M5 amerykańskiej 7 Dywizji Pancernej 23 grudnia 1944 r. w Vielsalm

26 grudnia 246 Dywizja Grenadierów Ludowych dokonała ostatniego, samotnego ataku na grzbiet Elsenborn przeciwko jednostkom 99 Dywizji Piechoty. Atak słabo wyszkolonych poborowych został zniszczony przez ogień artyleryjski praktycznie w momencie jego rozpoczęcia. Koncentracja artyleryjska całego korpusu armii amerykańskiej sprawiła, że pozycja na grzbiecie Elsenborn była już praktycznie nieosiągalna.
O wschodzie słońca 27 grudnia 1944 r. Sepp Dietrich i jego 6 Armia Pancerna znajdowali się w trudnej sytuacji na wschód od grzebitu Elsenborn. 12 Dywizja Pancerna SS, 3 Dywizja Pancerna i jej wspierające dywizje grenadierów ludowych stały się bezużyteczne przeciwko silnie ufortyfikowanym pozycjom amerykańskim. Niemcy nie mogli posuwać się dalej, a gdy Amerykanie kontratakowali, 16 stycznia 1945 r. 6 Armia Pancerna została przeniesiona na front wschodni.
Pogoda poprawiła się jeszcze bardziej na przełomie grudnia i stycznia, pozwalając samolotom alianckim atakować Niemców z powietrza i poważnie utrudniać ich ruchy. Niemcy rozpoczęli własną ofensywę lotniczą w Holandii, niszcząc wiele samolotów alianckich, ale poświęcając jeszcze więcej swoich niemożliwych do zastąpienia na tym etapie wojny samolotów i wykwalifikowanych pilotów. Rozpoczęli również dużą ofensywę lądową w Alzacji 1 stycznia, ale nie odzyskali już inicjatywy. Za koniec ofensywy w Ardenach oficjalnie uważa się dzień 16 stycznia, dokładnie miesiąc po rozpoczęciu ataku przez Niemców, lecz walki trwały jeszcze trzy tygodnie, aż do początku lutego, kiedy została przywrócona linia frontu na stanowiskach zajmowanych przez Sprzymierzonych 16 grudnia.

## Znaczenie bitwy
Zorganizowane wycofanie się 2 i 99 Dywizji na linię grzbietu Elsenborn, a następnie ich uparta obrona zablokowały 6 Armii Pancernej dostęp do kluczowych dróg w północnej Belgii, na których miało się opierać niemieckie natarcie w kierunku Antwerpii. Był to jedyny sektor amerykańskiej linii frontu podczas ofensywy w Ardenach, w którym Niemcy nie posunęli się naprzód. Historyk John S.D. Eisenhower zauważył: „...działania 2 i 99 Dywizji na północnym ramieniu można uznać za najbardziej decydujące starcie w Ardenach”. Siły Peipera były nękane przeludnionymi trasami natarcia, atakami z flanek, wysadzonymi mostami i brakiem paliwa, co oznacza, że Niemcy nie byli w stanie powtórzyć szybkich postępów, jakie osiągnęli w 1940 r. w tym samym obszarze. Niemcom uniemożliwiono dostęp do trzech z pięciu planowanych tras naprzód przez ich północny sektor bitwy, przez co musieli znacznie zmienić swoje plany, spowalniając postęp na północy. Sukces ten pozwolił Amerykanom zachować swobodę skutecznego manewrowania przez północną flankę linii natarcia Niemców.
W Liège, 32 km na północny zachód od Spa, znajdowało się jedno z największych amerykańskich centrów zaopatrzenia w Europie i kwatera główna 1 Armii. Tylko 18 km od Spa leży Verviers, punkt styku wielu linii kolejowych. Gdyby Niemcy byli w stanie przejąć ten obszar, wynik bitwy mógłby być inny. Gen. Courtney Hodges, dowódca pierwszej armii amerykańskiej, napisał do dowódcy 2 Dywizji: „To, co zrobiła 2 Dywizja Piechoty w ciągu ostatnich czterech dni, będzie żyć wiecznie w historii Armii Stanów Zjednoczonych”. Po wojnie Hasso von Manteuffel, dowódca 5 Armii Pancernej, napisał, że niemiecka kontrofensywa „poniosła porażkę, ponieważ nasza prawa flanka pod Monschau uderzyła głową o ścianę”.

Jak napisał amerykański historyk William Cavanagh: 

Ofensywa w Ardenach nie toczyła się wyłącznie w Bastogne. Tutaj, w północnej części Ardenów, elementy tragedii, heroizmu i poświęcenia [także] miały ogromny wpływ na wynik niemieckich zamiarów. Bitwy są wygrywane w sercach ludzi, nie tylko przez połączenie ognia i ruchu, ale także przez współpracę. Praca zespołowa jest decydująca, jak pokazano w północnej części Ardenów

### Straty

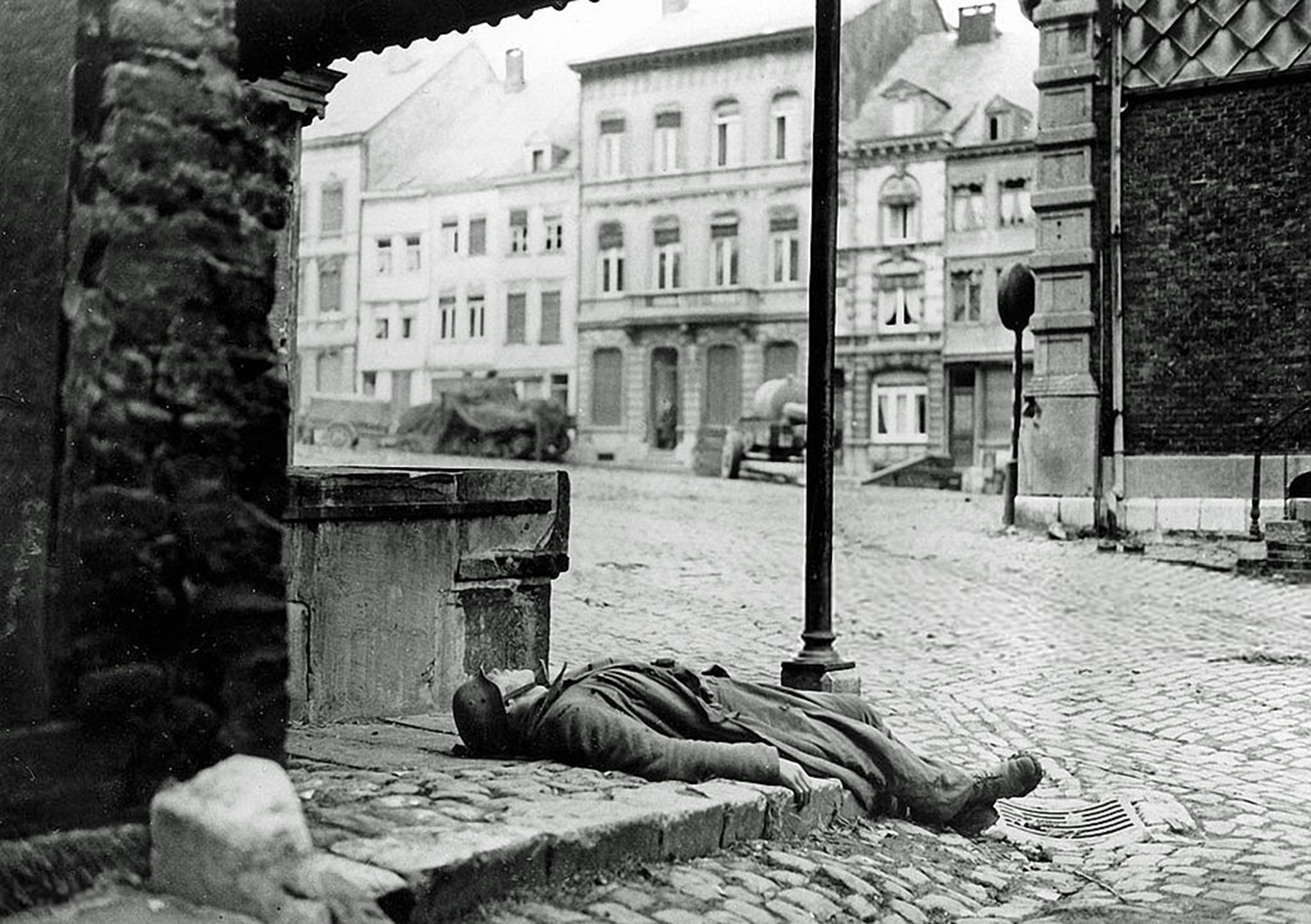
Martwy niemiecki żołnierz leży na rogu ulicy w Stavelot w Belgii, 2 stycznia 1945 r.

Koszt nieustępliwej, intensywnej walki w zwarciu był wysoki dla obu stron, ale niemieckie straty były nie do uzupełnienia na tym etapie wojny. Dokładne podsumowanie strat w bitwie o grzbiet Elsenborn nie jest możliwe. Straty amerykańskich 2 i 99 Dywizji Piechoty są znane, lecz w przypadku Niemców dostępne są jedynie informacje o stratach w sprzęcie pancernym. Podczas bitwy małe amerykańskie jednostki, kompanie i plutony, często działając niezależnie, prowadziły gwałtownie lokalne kontrataki i formując ad hoc nowe mechanizmy obronne, dezorganizowały plany Niemców dotyczące szybkiego postępu na zachód i źle wpływając na ich harmonogram ofensywy. Już 17 grudnia niemieccy planiści wojskowi wiedzieli, że ich cele wzdłuż grzbietu Elsenborn nie zostaną zrealizowane zgodnie z planem.
99 Dywizja Piechoty zmasakrowała atakujące formacje grenadierów ludowych. Sama straciła około 20% swojej siły bojowej, w tym 465 zabitych i 2524 ewakuowanych z powodu ran, obrażeń, załamania nerwowego lub choroby. Osiągnięcie pełnego zwycięstwa przez 99 Dywizję pomimo tak poważnych strat uniemożliwiło 6 Armii Pancernej oskrzydlenie grzbietu Elsenborn, a także zaowocowało wieloma pochwałami i odznaczeniami dla pododdziałów oraz pojedynczych żołnierzy 99-tej.

### Uwaga mediów
Pomimo wielkiego sukcesu obrony na grzbiecie Elsenborn, działania innych jednostek podczas bitwy o Ardeny zyskały większą uwagę prasy. Było to częściowo spowodowane tym, że to Bastogne, w którym broniła się 101 Dywizja Powietrznodesantowa, było miejscem odpoczynku i rekreacji dla wielu korespondentów wojennych. Szybki postęp sił niemieckich, który spowodował otoczenie miasta, spektakularne operacje zaopatrywania przez zrzuty spadochronowe i szybowce, a także szybka odsiecz amerykańskiej 3 Armii gen. George’a Pattona, wszystko to pobudziło wyobraźnię publiczności i pojawiło się w artykułach prasowych oraz radiu. Ale nie było korespondentów w rejonie Sankt Vith, Elsenborn, czy Monschau. Społeczeństwo amerykańskie było mniej zainteresowane statycznym, upartym oporem swoich wojsk na północy.

## Broń i taktyka

### Niemieckie ataki połączonych sił
Siła i mobilność ataku zależały od zaangażowania najnowszej niemieckiej broni i opancerzonych pojazdów bojowych. Na początku II wojny światowej Wehrmacht wprawił świat w zdumienie swoją nową metodą walki, blitzkriegiem. Pod koniec wojny Niemcy opracowali szereg zaawansowanych pojazdów pancernych. Tygrys Królewski, Pantera i Jagdpanther były uzbrojone w nowe, szybkostrzelne działa 8,8 cm KwK 43 i 7,5 cm KwK 42. Ze względu na płaską trajektorię lotu i większą penetrację pancerza przez pociski wystrzeliwane z tych dział oraz grubsze opancerzenie, nowe niemieckie czołgi odznaczały się znaczną przewagą nad prawie każdym alianckim pojazdem w służbie frontowej. Mimo przewagi technologicznej, zaawansowane niemieckie maszyny były jednak dość nieliczne i często ulegały awariom, których efekt dodatkowo potęgował brak części zamiennych.
Jednostki pancerne były wspierane przez nowe brygady volks-werfer: jednostki artyleryjskie strzelające seriami rakiet 150 mm i 300 mm. Pomimo braku dokładności, była to cenna broń, ponieważ ostrzał tych jednostek mógł zasypać pociskami bardzo duży obszar. Aby zwiększyć siłę ognia piechoty, grenadierzy pancerni SS zostali wyposażeni w nowy karabin szturmowy StG44. Był to pierwszy na świecie masowo produkowany karabin szturmowy i bardziej zaawansowana technicznie broń niż jakikolwiek inny karabin wojskowy tamtych czasów. Nowy Panzerfaust 100 był ulepszonym granatnikiem przeciwpancernym krótkiego zasięgu, który mógł przebić pancerz każdego pojazdu używanego wówczas przez armię amerykańską.

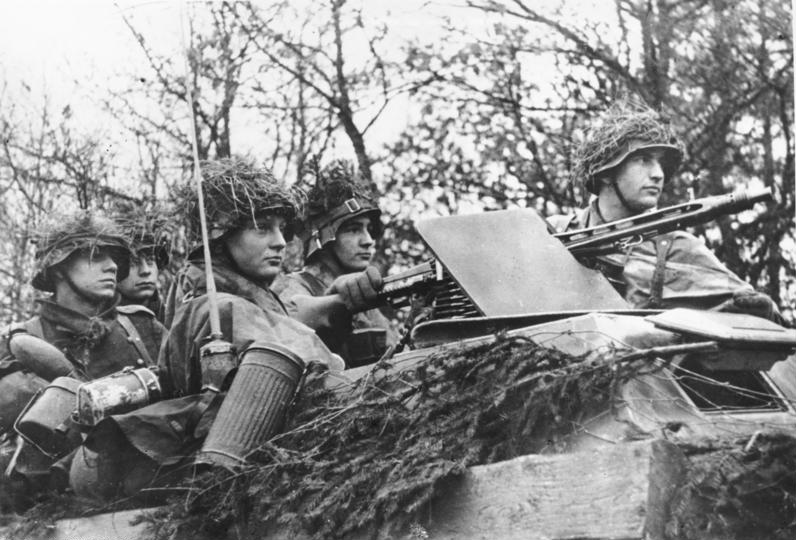
Niemiecka piechota w półgąsienicowym transporterze opancerzonym w Ardenach

Niemiecka taktyka na czas ofensywy w Ardenach obejmowała intensywny przygotowawczy ostrzał artyleryjski, a następnie natychmiastowe ataki piechoty wykonywane przez dywizje grenadierów ludowych wspierane ogniem dział pancernych, takich jak Sturmgeschütz IV. Ten początkowy atak przy użyciu stosunkowo mniej skutecznych żołnierzy miał zostać wykorzystany do oczyszczenia podejścia do głównych dróg w regionie, którymi dywizje pancerne SS szybko przeniosłyby się na zachód, aby przechwycić mosty na rzece Mozie potrzebne do ostatecznego natarcia w stronę Antwerpii. Te dywizje pancerne były zorganizowane w znacznie bardziej uporządkowany i kontrolowany sposób, z lepszym dowodzeniem, niż bywało to zwykle w przypadku Amerykanów. Według koncepcji niemieckiej dywizja pancerna była niezależną jednostką, która przenosiła ze sobą wszystkie elementy wspierające, dzięki czemu była bardziej mobilna i elastyczna niż amerykańska dywizja pancerna i była w stanie skoncentrować większą siłę w miejscu ataku. Efekt zaskoczenia i duża prędkość miały być kluczowe dla pokonania oporu nieprzyjaciela, tak jak to miało miejsce podczas pierwszej ofensywy w Ardenach w 1940 roku. Niemieckie dowództwo spodziewało się, że dowództwu alianckiemu dostosowanie się do nowej sytuacji zajmie kilka tygodni. Jednak Hitler nie wziął pod uwagę wąskich, krętych, często nieutwardzonych dróg w północnych Ardenach i nie docenił możliwości amerykańskich jednostek na północnym ramieniu ofensywy.

### Amerykańskie innowacje i taktyki

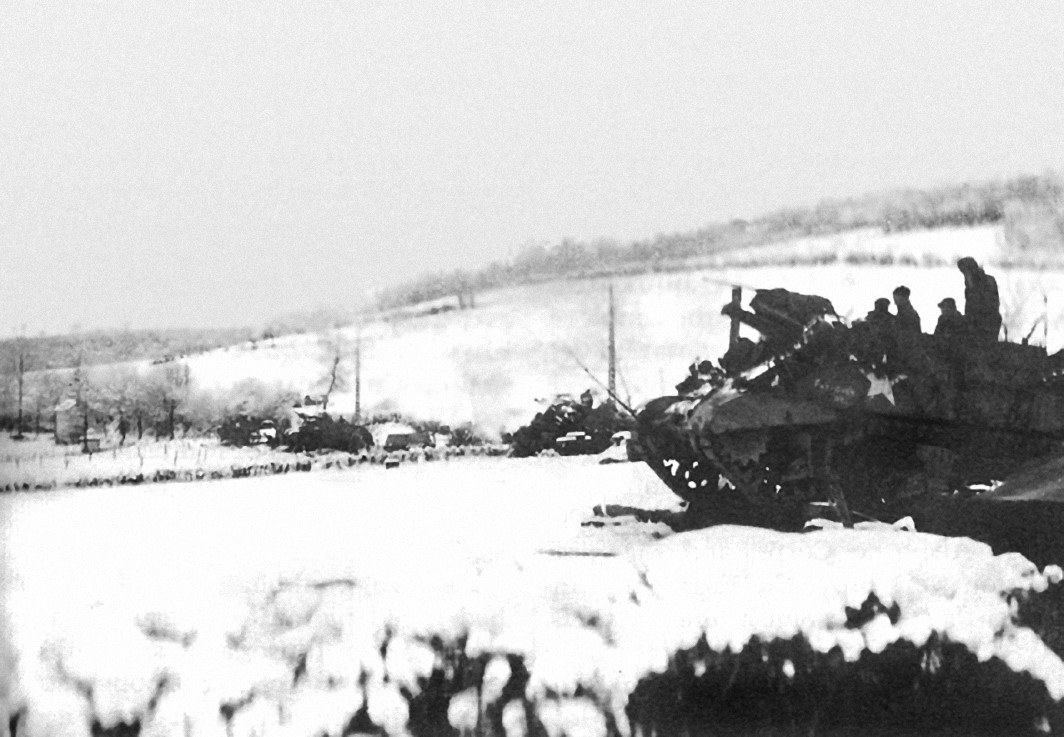
Działo samobieżne M7 Priest kal. 105 mm w pobliżu La Gleize w Belgii podczas bitwy o Ardeny

Po stronie amerykańskiej obrona opierała się na fortyfikacjach polowych, innowacyjnym zastosowaniu lekkiej broni przeciwpancernej, takiej jak bazooka i miny przeciwpancerne, a co najważniejsze, potężnemu wsparciu artyleryjskiemu. Amerykańskie czołgi i działa przeciwpancerne uznano za nieskuteczne w stosunku do nowszych niemieckich pojazdów bojowych. Zostało to w pewnym stopniu skompensowane przez użycie działa 76 mm M1A1, zamontowanego w czołgu Sherman Firefly i niszczycielu czołgów M18 Hellcat. Brytyjczycy zaprojektowali również amunicję przeciwpancerną o dużej prędkości wylotowej do działa przeciwpancernego 57 mm, co dało temu działu zupełnie nowe możliwości w konfrontacji z ciężkimi czołgami niemieckimi. Amerykańscy artylerzyści szybko wymienili się na wszystko, czego chcieli ich sojusznicy, w zamian za tę wysoce skuteczną amunicję. Amerykanie zaadaptowali także działo przeciwlotnicze kal. 90 mm jako działo przeciwpancerne i zamontowali je w otwartej wieży czołgu na podwoziu Shermana, tworząc niszczyciel czołgów M36 Jackson.
Od czasu inwazji w Normandii armia amerykańska poniosła straty większe niż się spodziewano, a stawianie czoła niemieckim kontratakom pancernym było szczególnie trudne. Na tej podstawie amerykańska doktryna taktyczna zaczęła obejmować głęboką obronę przy użyciu mobilnej eskadry kawalerii pancernej z lekkimi czołgami i działami przeciwpancernymi do osłaniania pozycji obronnych. Po rozpoczęciu nieprzyjacielskiego ataku, te jednostki kawalerii pancernej opóźniały Niemców przez krótki czas, a następnie wycofywały się przez pozycje obronne własnej piechoty i artylerii. Pozycje te były rozmieszczone wokół trudnych elementów terenowych, takich jak wioski, przełęcze i mosty; w obszarze grzbietu Elsenborn najlepsze tego typu pozycje obronne stanowiły bliźniacze wioski Rocherath-Krinkelt i otaczające je tereny. Stanowiska karabinów maszynowych i piechoty były chronione drutem kolczastym oraz polami minowymi. Wykorzystano również „łańcuchy” min przeciwpancernych; składały się one z szeregu min spiętych w rzędzie, które były przeciągane liną po drodze, gdy zbliżała się kolumna niemieckich czołgów. Ta linia obrony była wspierana pozycjami dwuosobowych załóg bazook w budynkach, okopanymi działami przeciwpancernymi i niszczycielami czołgów strzelającymi z zamaskowanych pozycji położonych dalej z tyłu.

### Rola artylerii

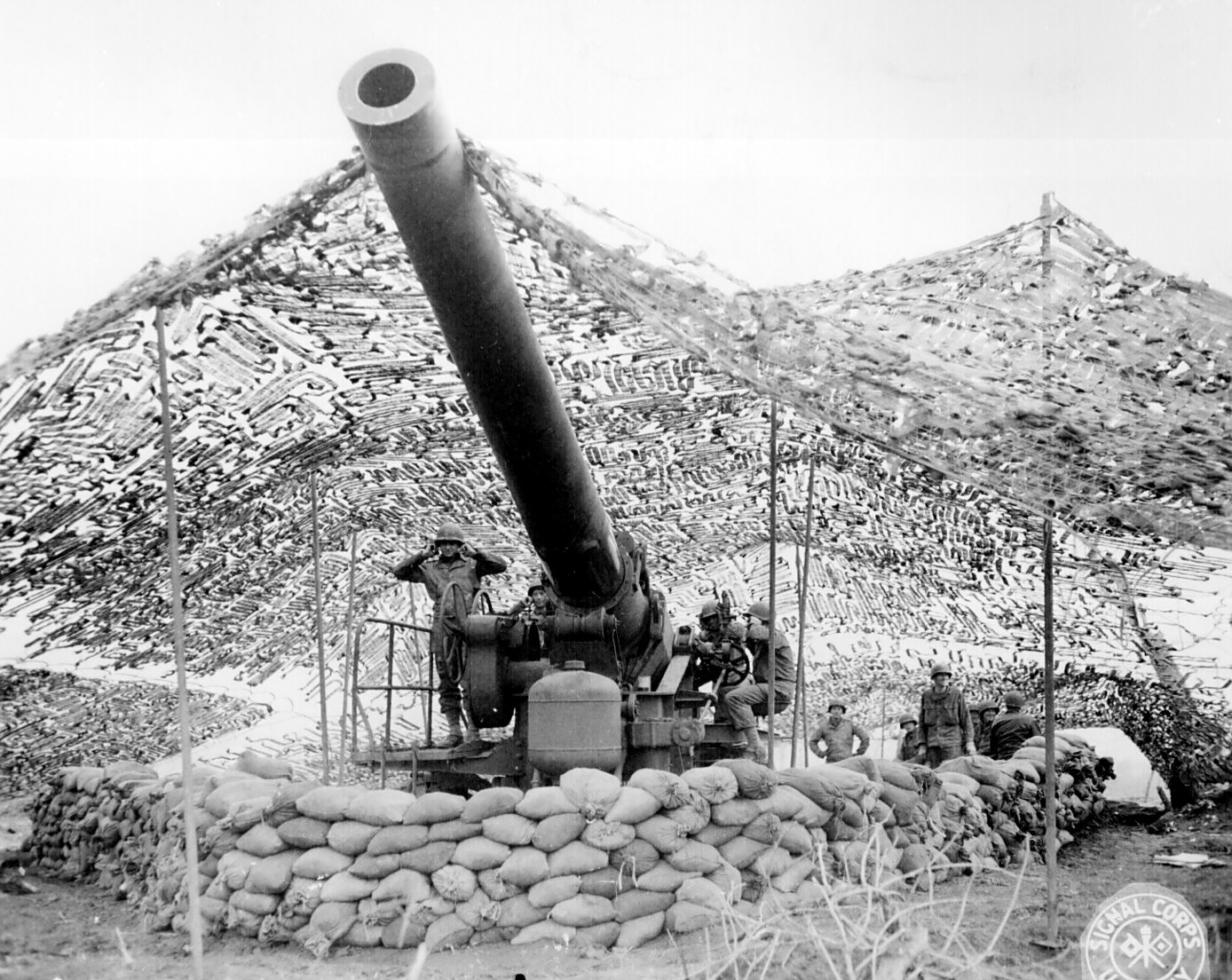
Amerykańska ciężka haubica M1, jeden z „Czarnych Smoków”, największej broni polowej w służbie amerykańskiej podczas II wojny światowej

Gdy niemieckie jednostki mobilne wycofały się w obliczu amerykańskiej obrony, Amerykanie wykorzystali doskonałą komunikację i taktykę artyleryjską, polegającą na skoordynowanym ogniu artylerii, sekwencji ostrzału, dzięki którym wszystkie pociski uderzały jednocześnie w swój cel. To pozwoliło dużej liczbie dział, odległych od pola bitwy, skoncentrować bezprecedensową siłę ognia na atakujących niemieckich jednostkach.
Nowością na europejskim polu bitwy były także zapalniki zbliżeniowe artylerii. Zostały one opracowane w 1942 r. i były początkowo używane przez artylerię okrętową alianckich jednostek nawodnych w działach przeciwlotniczych. Pomogły one także zestrzeliwać niemieckie samoloty, a później rakiety V1 i V2 na brytyjskim niebie. Zamiast eksplodować przy uderzeniu w cel, pociski wykrywały, kiedy znalazły się blisko celu i detonowały przed bezpośrednim kontaktem, maksymalizując efekt rażenia odłamkami.
Pociski uzbrojone w te zapalniki były bardzo skuteczne, lecz alianci ograniczyli ich użycie w Europie. Pentagon obawiał się, że w ręce Niemców wpadnie jakiś niewypał, na podstawie którego dokonają oni inżynierii wstecznej i wykorzystają uzyskane informacje do zaprojektowania własnych zapalników zbliżeniowych, których użyją przeciwko aliantom. Jednak kiedy w pobliżu Monschau 326 Dywizja Grenadierów Ludowych szybko przejęła wysunięte, amerykańskie pozycje, płk Oscar A. Axelson, dowódca 405. grupy artylerii polowej, dostrzegł potrzebę użycia nowych pocisków i zignorował rozkazy, a 196. batalion artylerii polowej był jednym z pierwszych, który użył zapalników zbliżeniowych.
Armia amerykańska była również hojnie zaopatrzona w samobieżną artylerię i amunicję potrzebną do tego, aby taktyki oparte na sile ognia były udane. Ataki artylerii samobieżnej, skutecznie wykorzystane i koordynowane, niweczyły przewagę niemieckich sił pancernych i taktyk wojny mobilnej. Skuteczność nowych pocisków eksplodujących w powietrzu skłoniła niemieckich żołnierzy do niewykonania rozkazów opuszczenia bunkrów podczas ataku artyleryjskiego. Gen. George S. Patton powiedział, że wprowadzenie zapalnika zbliżeniowego wymaga pełnej rewizji taktyki wojny lądowej.
Amerykańska obrona obejmowała także obfite wsparcie powietrzne, zwykle zapewniane przez myśliwce bombardujące P-47 Thunderbolt. Te „latające czołgi” były uzbrojone w rakiety niekierowane, które były bardzo skuteczne przeciwko cienkim pancerzom górnym części niemieckich czołgów i pojazdów pancernych. Burze śnieżne uniemożliwiły wykorzystanie tych samolotów w bitwie, dopóki pogoda nie poprawiła się 23 grudnia.

## Pamięć

### Kawalerowie Medalu Honoru
- Szer. José M. López, strzelec karabinu maszynowego z kompanii K, 393. batalionu, został odznaczony Medalem Honoru za odwagę podczas przeprowadzania odwrotu ze swoją jednostką, w czasie którego osłaniał kolegów, poruszając się od drzewa do drzewa[81];
- Sierż. Richard Cowan zabił około stu żołnierzy wroga podczas odwrotu kompanii I, 393. batalionu[82];
- Sierż. Vernon McGarity został ranny na początku bitwy, a po otrzymaniu pierwszej pomocy wrócił do swojej jednostki. Jako dowódca drużyny kierował żołnierzami i zachęcał ich do wzmożonej walki. Wielokrotnie wystawiał się na ostrzał, żeby ratować rannych, kontratakować nadciągających Niemców i odzyskiwać utracone pozycje[83];
- Szer. Truman Kimbro poprowadził oddział, który został wyznaczony do zablokowania skrzyżowania w pobliżu Rocherath; droga znajdowała się pod bezpośrednim ostrzałem. Kimbro okopał swoich ludzi, a sam, chociaż został ranny, z powodzeniem rozstawił miny po drugiej stronie drogi, zanim został zabity[84];
- Sierż. William A. Soderman trzykrotnie stawił czoła niemieckim czołgom na otwartej drodze i zniszczył jedną maszynę pociskiem z bazooki, zatrzymując lub spowalniając niemiecki atak oraz pozwalając innym żołnierzom bezpiecznie się wycofać[83];
- Kpr. Henry F. Warner z 26 Pułku Piechoty został pośmiertnie odznaczony Medalem Honoru za samodzielne zniszczenie kilku niemieckich czołgów podczas walk pod Bütgenbach[85].

### Pomniki
Zbudowano kilka pomników upamiętniających bitwę o grzbiet Elsenborn. Oprócz pomników wymienionych poniżej, upamiętnienia znajdują się także w Ligneuville, Stavelot, Stoumont i niedaleko Cheneaux na moście Neufmolin.

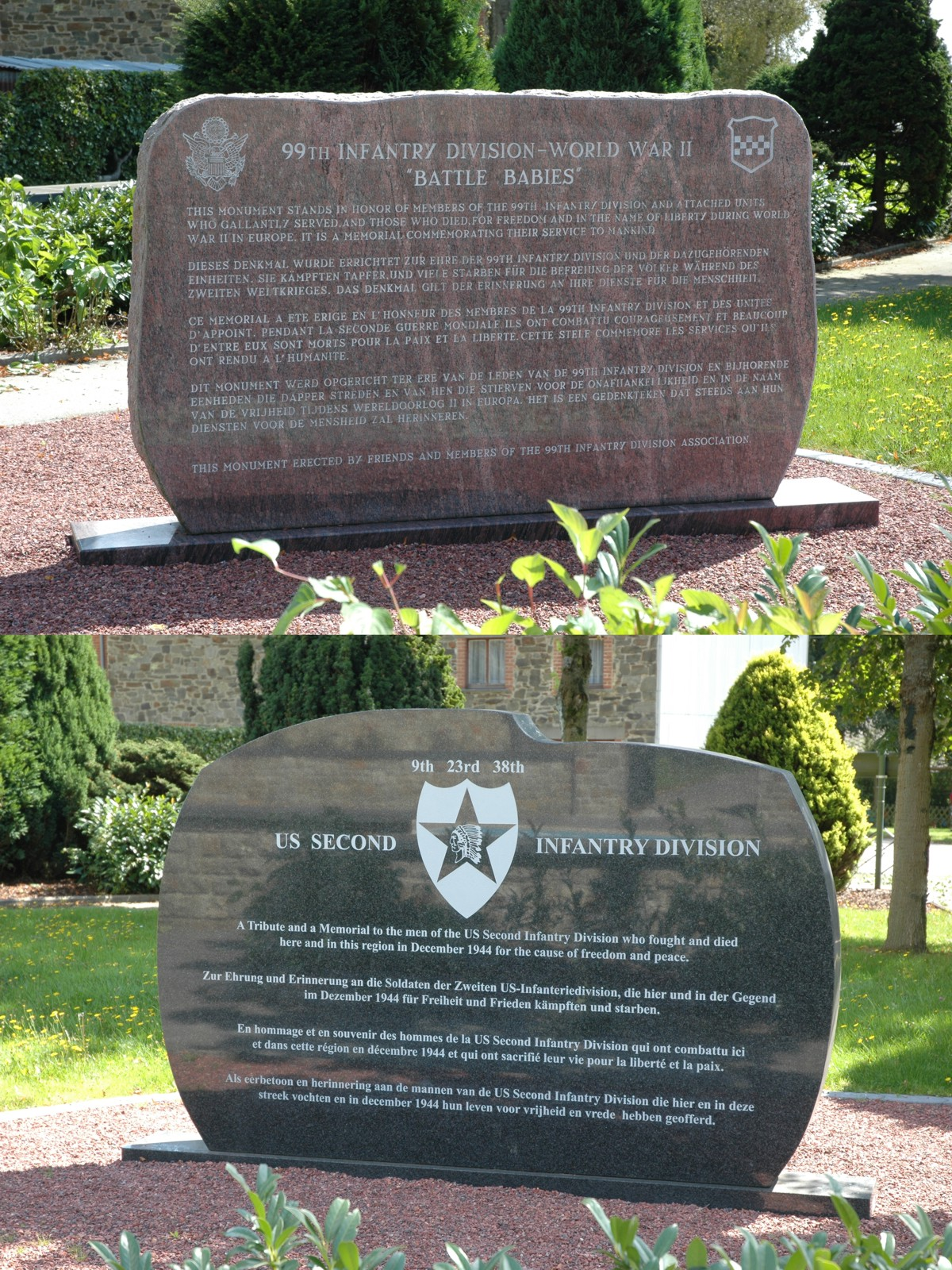
Pomnik walk o bliźniacze wioski Rocherath-Krinkelt
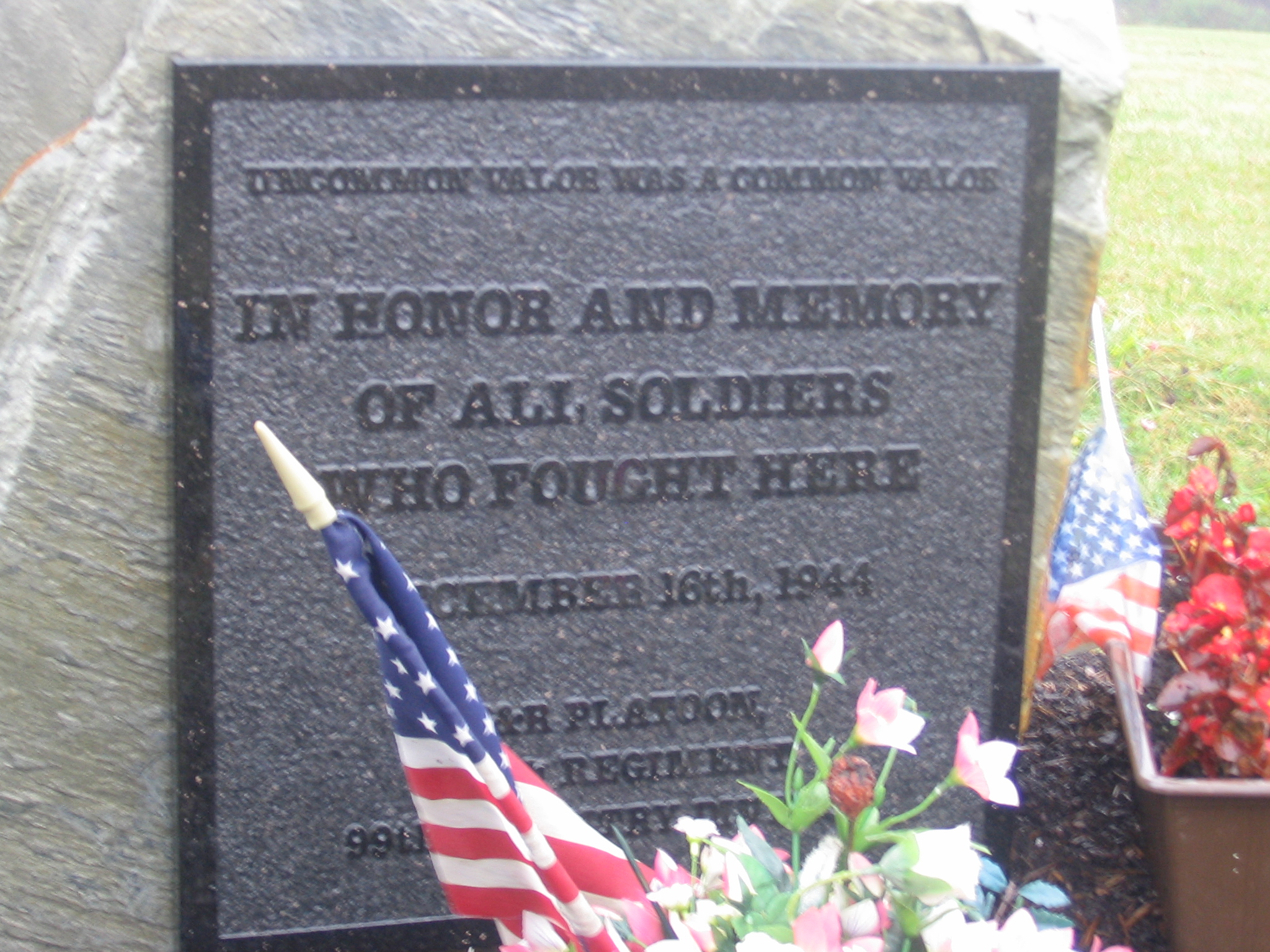
Pomnik walk o grzbiet Lanzerath
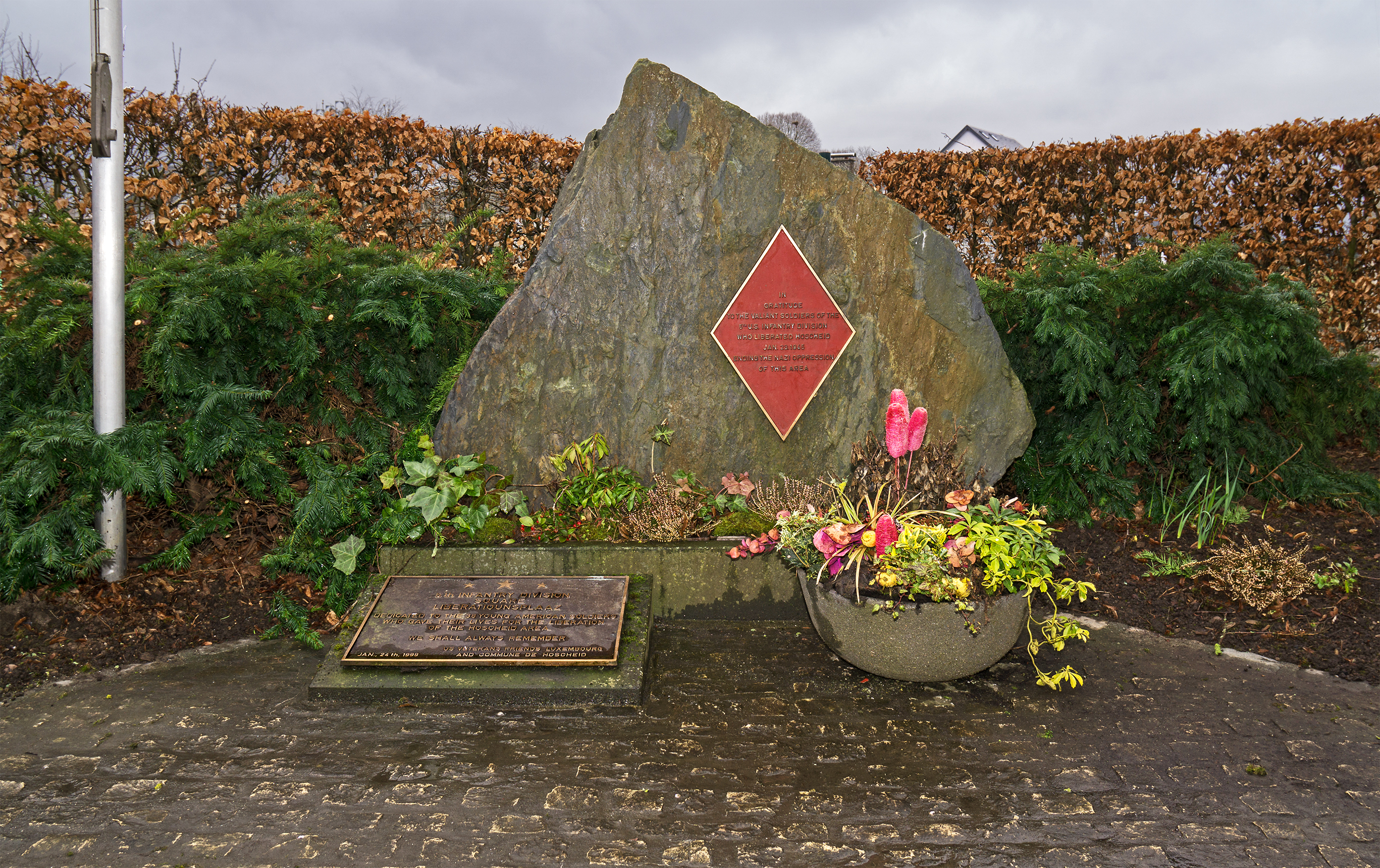
Pomnik armii amerykańskiej w Hoscheid
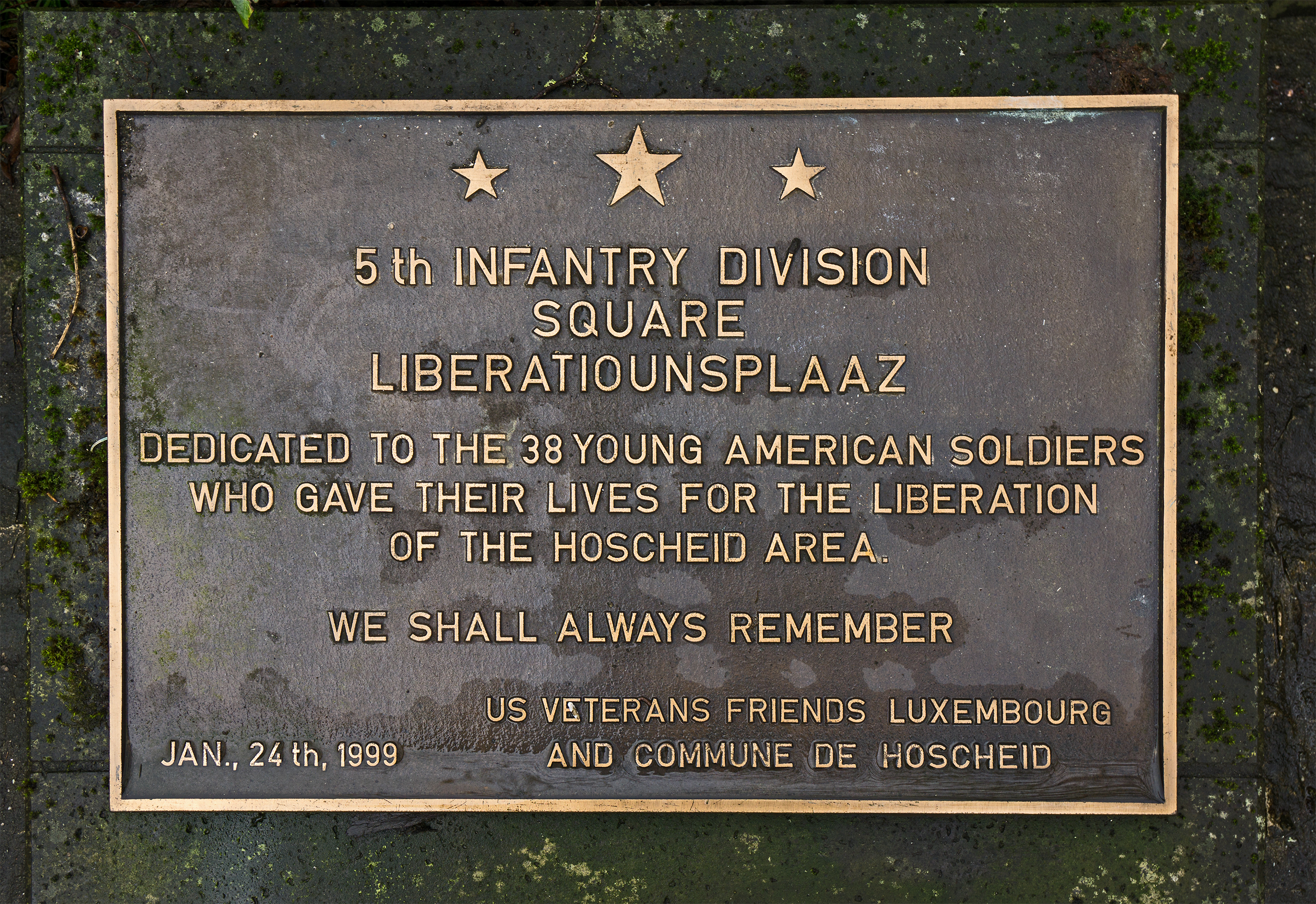
Zbliżenie na tablicę